# Richard I của Anh
Richard I (8 tháng 9 năm 1157 – 6 tháng 4 năm 1199) là Quốc vương nước Anh từ 6 tháng 7 năm 1189 cho tới khi mất. Ông cũng là Công tước của Normandy, Aquitaine, Gascony, Lãnh chúa của Cyprus, Bá tước của Anjou, Maine, Nantes, và Lãnh chúa của Bretagne vào nhiều thời điểm khác nhau trong cùng khoảng thời gian đó. Ông còn được biết đến với biệt danh Richard Anh Dũng hay Richard Sư Tử Tâm (Richard the Lionheart), thậm chí trước khi lên ngôi bởi lòng dũng cảm và tài năng lãnh đạo quân sự kiệt xuất. Người Saracen gọi ông là Melek-Ric hay Malek al-Inkitar.
Khi mới 16 tuổi, Richard đã nắm quyền chỉ huy đội quân của riêng mình, đàn áp cuộc nổi loạn ở Poitou chống lại cha ông, Vua Henry II. Richard còn là một trong những tổng tư lệnh Kitô giáo trong Cuộc thập tự chinh thứ ba, và lãnh đạo chiến dịch sau sự ra đi của Vua Philippe II của Pháp và giành được nhiều thắng lợi quan trọng trước đối thủ Hồi giáo Saladin, mặc dù ông không tái chiếm được Jerusalem.
Mặc dù chỉ nói tiếng Pháp và dành ít thời gian ở Anh (ông sống ở lãnh địa của mình Aquitaine ở miền tây nam nước Pháp, dùng vương quốc của mình như là nguồn lợi để củng cố quân đội), ông được thần dân xem như một anh hùng sùng đạo. Ông là một trong số ít vua Anh được nhớ đến với biệt hiệu của mình hơn là thứ tự triều đại và là một hình tượng trường tồn tại Anh và Pháp.

## Đầu đời và lên ngôi Công tước Aquitaine

### Gia đình và tuổi trẻ

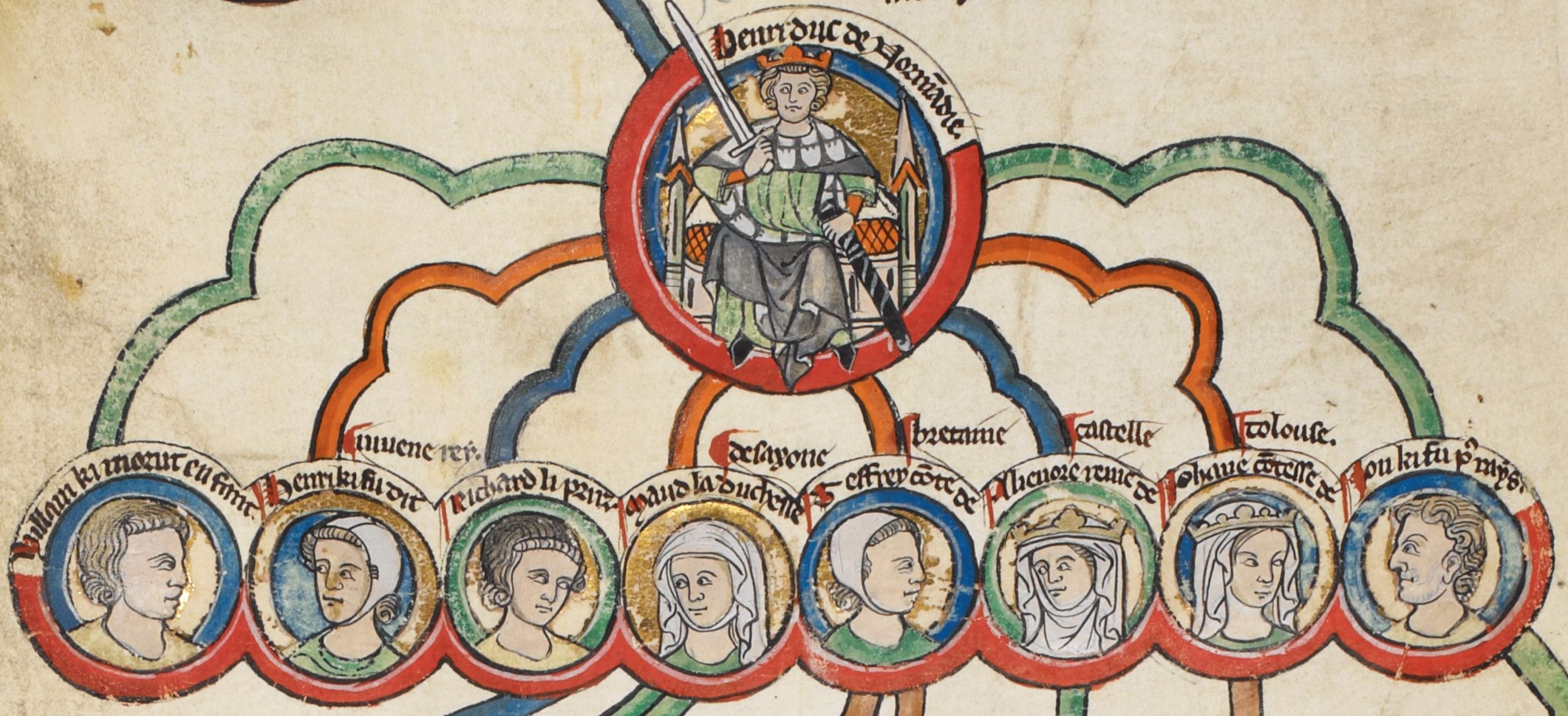
Hình minh họa cổ vua cha Henry II và 8 hoàng tử công chúa, Richard được xếp thứ ba từ bên trái qua

Richard sinh ngày 8 tháng 9, 1157, tại Cung điện Beaumont, Oxford, Vương quốc Anh. Là người con trai thứ 3 trong số 8 người con của vua Henry II và Vương hậu Aliénor của Aquitaine, Richard là em trai của William IX, Bá tước của Poitiers; Henry, nhà Vua trẻ; và Matilda, Công nương xứ Saxony. Đồng thời Richard còn là anh trai của Geoffrey II, Công tước xứ Bretagne; Leonora, Nữ hoàng của Castile; Joan, Nữ hoàng của Sicilia; và John, Bá tước xứ Mortain, người sau này sẽ nối ngôi ông. Ngoài ra, Richard cũng là em cùng mẹ khác cha với Marie, Nữ bá tước Champagne và Alix của Pháp.
Vì chỉ là con trai thứ ba của vua Henry II nên Richard không được nghĩ là sẽ thừa kế ngai vàng. William IX, con trai cả của Henry II và Aliénor mất năm 1156, trước khi Richard ra đời. Richard thường được xem như người con mà Aliénor yêu thương nhất. Cha ông, Henry, là người gốc Norman-Angevin và là cháu cố của William Kẻ chinh phục. Người thân thuộc gốc Anh gần nhất trong phả hệ của gia đình Richard là Edith, vợ của Henry I của Anh. Nhà sử học đương thời Ralph de Diceto tra gốc gác gia đình ông từ Edith đến tận các vị vua Anglo-Saxon của Anh và Alfred Đại đế, và từ đó cho thấy họ có gốc gác với Noah và Woden. Theo như truyền thuyết Angevin, thậm chí có cả dòng máu ác quỷ trong gia đình.

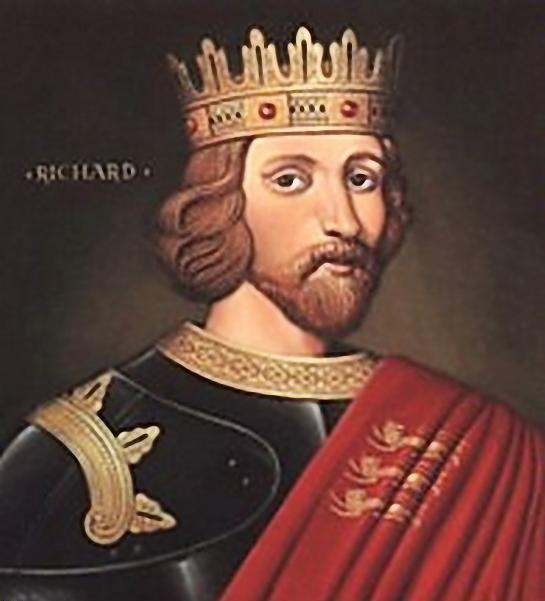
Chân dung thế kỷ 17 của Richard I

Trong khi cha mình đi tuần du lãnh địa của mình từ Scotland cho đến Pháp, Richard có lẽ đã ở lại Anh. Ông được chăm sóc bởi vú nuôi tên là Hodierna, và khi lên ngôi ông đã cho bà một khoản tiền thưởng lớn. Người ta biết rất ít về học vấn của ông. Mặc dù sinh ra ở Oxford nhưng Richard không biết nói tiếng Anh; ông là một người được dạy dỗ tốt và có thể làm thơ bằng tiếng Limousin (lenga d’òc) và tiếng Pháp. Ông được mô tả là rất quyến rũ với mái tóc đỏ vàng và đôi mắt xanh nhạt. Và có lẽ ông cao hơn mức trung bình: Theo như Clifford Brewer, Richard cao khoảng 1m96 nhưng vì di hài ông đã mất vào khoảng Cuộc cách mạng Pháp nên người ta không bao giờ biết được chiều cao chính xác của ông. Từ nhỏ ông đã thể hiện năng lực quân sự và chính trị xuất chúng, được chú ý bởi tinh thần hiệp sĩ và lòng dũng cảm khi ông đàn áp những người quý tộc nổi loạn trong lãnh thổ của mình. Anh trai ông Henry được tôn làm vua Anh trong khi cha ông còn sống.
Vào tháng 3, 1159, một cuộc hôn nhân chính trị đã được sắp xếp giữa Richard và một người con gái của Ramon Berenguer IV, Bá tước Barcelona. Tuy nhiên, hôn ước bất thành và cuộc hôn nhân đã không diễn ra. Anh trai Henry của ông cưới Margaret, con gái Louis VII của Pháp, vào ngày 2 tháng 11, 1160. Mặc cho liên minh giữa nhà Plantagenet và Nhà Capet, gia đình nắm ngai vàng nước Pháp, hai nhà thỉnh thoảng vẫn có xung đột. Vào năm 1168, Giáo hoàng Alexander III buộc phải can thiệp để có được một hòa ước giữa hai gia đình. Henry II đã xâm chiếm Bretagne, kiểm soát xứ Gisors và xứ Vexin, vốn là của hồi môn cho Margaret. Đầu những năm 1160, đã có những lời đề nghị rằng Richard nên cưới Alys (Alice), con gái thứ tư của Louis VII; nhưng vì sự đối đầu giữa vua Pháp và vua Anh nên Louis cản trở cuộc hôn nhân. Một hòa ước được ký vào tháng 1, 1169 và Richard được hứa hôn với Alys. Henry II dự định sẽ phân chia lãnh thổ của mình và vợ cho các con: Henry sẽ là Danh sách quân chủ Anh và xứ Anjou, Maine và Normandy trong khi Richard sẽ thừa kế Aquitaine từ mẹ mình và trở thành Bá tước xứ Poitiers, và Geoffrey sẽ được hưởng Bretagne thông qua hôn nhân với Constance, người được thừa kế vùng đất này. Tại buổi lễ mà hôn ước giữa Richard và Alys được xác nhận, Henry thể hiện sự thần phục vua nước Pháp, và vì vậy đảm bảo một mối ràng buộc giữa hai người.
Sau khi lâm bệnh nặng vào 1170, Henry II bắt đầu thực hiện kế hoạch phân chia vương quốc, mặc dù ông vẫn sẽ có toàn quyền với lãnh địa của các con mình. Vào năm 1171, Richard khởi hành đến Aquitaine với mẹ mình và Henry phong ông là Công tước xứ Aquitaine theo yêu cầu của Eleanor. Richard và mẹ ông du ngoạn quanh xứ Aquitaine vào năm 1171 nhằm giành được tình cảm của người dân. Họ cùng nhau đặt tảng đá tưởng niệm của Tu viện thánh Augustine ở Limoges. Vào tháng 6, 1172, Richard được chính thức công nhận là Công tước xứ Aquitaine khi ông được trao cây thương và huy hiệu Công tước; buổi lễ diễn ra ở Poitiers và được lặp lại tại Limoges, nơi ông đeo chiếc nhẫn của thánh Valerie, hiện thân của Aquitaine.

### Nổi loạn chống lại người cha ruột, Henry II
Theo như Ralph của Coggeshall, Henry the Young King là kẻ chủ mưu của cuộc nổi loạn chống lại Henry II; ông muốn thống trị một cách độc lập ít nhất một phần lãnh thổ mà cha ông đã hứa, và muốn thoát li khỏi Henry II, người nắm giữ tài chính của vương quốc. Jean Flori, một nhà sử học chuyên về lịch sử Trung Cổ, tin rằng Aliénor đã xúi giục các con mình nổi loạn chống lại cha. Henry the Young King bỏ cha mình và đến triều đình Pháp hy vọng nhận được sự bảo hộ của Louis VII; Richard và rồi Geoffrey cũng nhanh chóng đi theo anh mình, trong khi John – lúc này mới 5 tuổi – ở bên Henry II. Louis trợ giúp ba người con của Henry II và thậm chí còn phong tước hiệp sĩ cho Richard, nhận họ làm chư hầu của mình. Trong một bài thơ của mình, Jordan Fantosme miêu tả cuộc nổi loạn là một "cuộc chiến không tình yêu".

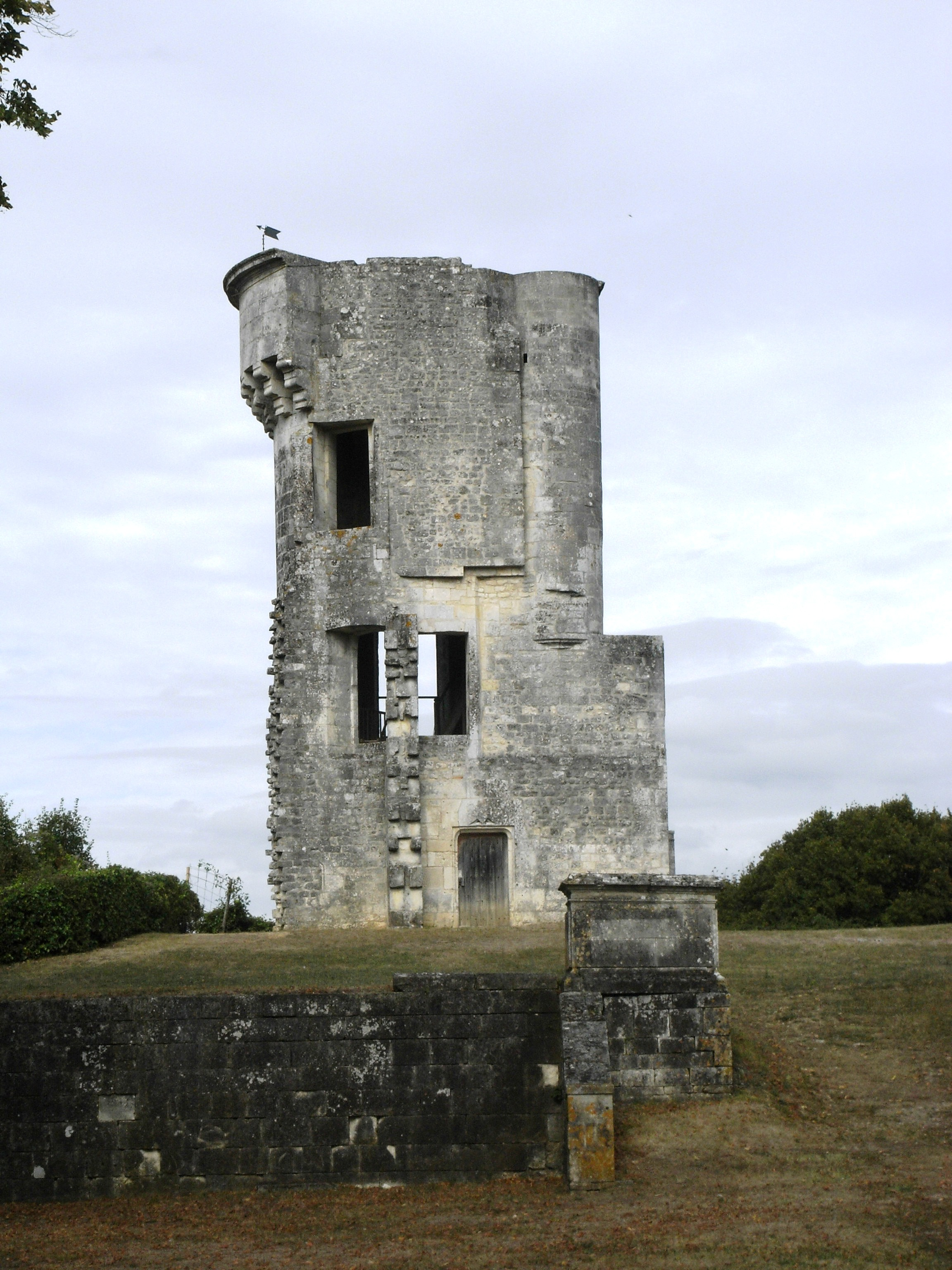
Lâu đài Château de Taillebourg của Geoffrey de Rancon, nơi Richard ẩn náu sau khi lực lượng của Henry II bắt giữ 60 hiệp sĩ và 400 cung thủ của ông khi Saintes thất thủ.

Ba người anh em cùng thề trước triều đình Pháp là họ sẽ không đàm phán với Henry nếu không nhận được sự ưng thuận của Louis VII và các nam tước Pháp. Với sự hỗ trợ của Louis, Henry the Young King kêu gọi nhiều nam tước về phía mình nhờ hứa hẹn họ lãnh thổ và tiền bạc; trong đó có Philip, Bá tước xứ Flanders, người được hứa sẽ nhận được 1000 bảng Anh và một vài tòa lâu đài. Ba anh em cũng nhận được vài sự ủng hộ ở Anh, và sẵn sàng nổi dậy; chỉ huy bởi Robert de Beaumont, Bá tước thứ ba của Leicester, những người tham gia cuộc nổi loạn ở Anh bao gồm Hugh Bigod, Bá tước thứ nhất của Norfolk, Hugh de Kevelioc, Bá tước thứ năm của Chester và William I của Scotland. Liên minh này ban đầu khá thành công, và vào tháng 7, 1173 họ đã bao vây được Aumale, Neuf-Marché và Verneuil; Hugh de Kevelioc đã chiếm được Dol (thuộc Bretagne). Richard đến Poitou và kêu gọi các nam tước trung thành với ông và mẹ chống lại Henry II. Eleanor bị bắt, nên Richard phải tự mình dẫn dắt chiến dịch chống lại những người ủng hộ Henry ở Aquitaine. Ông tiến chiếm La Rochelle, nhưng bị chống cự bởi người dân tại đó; sau đó ông rút quân về thành Saintes, lập căn cứ chỉ huy tại đây.
Trong khi đó Henry II đã huy động một đạo quân tốn kém với hơn 20000 lính đánh thuê để đàn áp cuộc nổi loạn. Ông hành quân đến Verneuil, và Louis rút lui. Đội quân tiếp tục giành lại Dol và chiếm toàn bộ xứ Bretagne. Đến lúc này Henry II đưa ra lời cầu hòa với các con mình; nhưng theo lời khuyên của Louis, hòa ước bị từ chối. Lực lượng của Henry II bất ngờ chiếm Saintes và bắt giữ phần lớn quân đồn trú tại đây, dù Richard đã thoát được với một toán lính nhỏ. Ông ẩn náu tại Château de Taillebourg cho đến khi cuộc chiến kết thúc. Henry the Young King và Công tước xứ Flanders dự định sẽ đổ bộ lên nước Anh để hỗ trợ cuộc nổi loạn dẫn đầu bởi Bá tước xứ Leicester. Thấy trước được điều này, Henry II trở về Anh với 500 quân và tù binh (bao gồm Eleanor cùng với vợ và hôn thê của các con mình), nhưng khi đến nơi ông mới phát hiện ra cuộc nổi loạn đã bị dập tắt. William I của Scotland và Hugh Bigod bị bắt vào ngày 13 và 25 tháng 7. Henry II về lại Pháp và bao vây Rouen, nơi Henry the Young King hợp quân với Louis VII sau khi ông từ bỏ kế hoạch xâm chiếm nước Anh. Louis bị đánh bại và một hòa ước được ký kết vào tháng 9, 1174, Hòa ước Montlouis.
Khi Henry II và Louis VII ký hòa ước vào ngày 8 tháng 9, 1174, Richard bị loại trừ. Bị bỏ rơi bởi Louis và sợ phải đối đầu với quân đội của cha mình, Richard đến triều đình của Henry II tại Poitiers vào ngày 23 tháng 9 và cầu xin được tha thứ, than khóc và ngã xuống chân của Henry, người sau đó trao cho Richard nụ hôn hòa bình. Vài ngày sau, anh em của Richard cũng đến và mong muốn giảng hòa với cha họ. Điều khoản mà ba anh em chấp nhận ít hào phóng hơn những gì họ được để nghị trước đó trong cuộc xung đột (lúc đó Richard được đề nghị sẽ nhận được bốn tòa lâu đài tại Aquitaine và một nửa thu nhập từ lãnh địa đó) và Richard cuối cùng nhận được hai tòa lâu đài tại Poitou và một nửa thu nhập của Aquitaine; Henry the Young King nhận được hai tòa lâu đài ở Normandy; và Geoffrey nhận được một nửa xứ Bretagne. Eleanor trở thành con tin của Henry II cho đến khi ông mất, phần nhiều là để đảm bảo sự ngoan ngoãn của Richard.

### Dưới triều đại của Henry II
Sau cuộc chiến, công tác bình định các vùng đã nổi loạn chống lại Henry II bắt đầu. Ông du hành đến Anjou với mục đích này còn Geoffrey bình định xứ Bretagne. Vào tháng 1, 1175, Richard được phái đến Aquitaine để trừng phạt những nam tước đã chiến đấu cho ông. Theo như biên niên sử về triều đại của Henry viết bởi Roger Hoveden thì phần lớn lâu đài thuộc sở hữu của những người nổi loạn phải được trả lại trạng thái ban đầu 15 ngày trước khi cuộc chiến nổ ra, trong khi những tòa lâu đài khác sẽ bị san bằng. Nếu xét trên việc lâu đài thời bấy giờ thường được xây bằng đá và nhiều nam tước đã mở rộng hoặc củng cố lại lâu đài của mình, đây không phải là điều dễ dàng. Gillingham ghi nhận rằng biên niên sử của Roger Hoveden là nguồn tư liệu chính về các hoạt động của Richard trong thời kỳ này, mặc dù ông cũng nói rằng nó chỉ ghi nhận các thành công của chiến dịch này; chính trong chiến dịch này mà Richard có được cái tên "Sư Tử Tâm". Thành công đầu tiên là cuộc vây hãm Castillon-sur-Agen. Tòa lâu đài này "vững chắc đến khủng khiếp", nhưng chỉ trong 2 tháng vây hãm những người phòng thủ đã buộc phải đầu hàng trước vũ khí công thành của ông.
Henry có vẻ không mong muốn giao tài sản cho bất kỳ người con nào của mình vì lo sợ rằng họ có thể dùng nó để chống lại ông. Người ta nghi ngờ rằng Henry đã chiếm đoạt Công chúa Alys, hôn thê của Richard, con gái của Louis VII của Pháp với người vợ thứ hai. Điều này khiến cho một cuộc hôn nhân giữa Richard và Alys là bất khả thi dưới con mắt của nhà thờ, nhưng Henry thoái thác vì của hồi môn của Alys, xứ Vexin, rất có giá trị. Richard không dám từ bỏ Alys bởi vì bà là chị của Vua Pháp Philip II, một đồng minh thân cận.
Sau thất bại trong việc lật đổ cha mình, Richard tập trung vào việc dập tắt các cuộc nội loạn của quý tộc xứ Aquitaine, đặc biệt là lãnh địa Gascony. Sự độc ác ngày càng tăng dưới sự thống trị của ông dẫn đến một cuộc nổi dậy lớn tại đó vào năm 1179. Với hy vọng lật đổ Richard, những người nổi loạn tìm sự trợ giúp của anh em ông Henry và Geoffrey. Một bước ngoặt xảy ra tại thung lung Charente vào mùa xuân 1179. Pháo đài Taillebourg vốn được phòng thủ rất tốt và gần như không thể công phá được. Pháo đài này ba mặt là vách đá và mặt thứ tư đối diện một thị trấn với tường ba lớp. Richard đầu tiên tàn phá và cướp bóc các trang trại và đất đai xung quanh pháo đài, khiến cho quân phòng thủ bên trong không nhận được tiếp viện cũng như không có đường lui. Quân đồn trú xông ra phá vây và tấn công Richard; ông đã có thể khuất phục được họ và theo họ vào thành với cánh cửa rộng mở, ông tiếp quản pháo đài trong vòng hai ngày. Chiến thắng của Richard tại Taillebourg làm nhụt chí nhiều nam tước đang nghĩ đến việc nổi loạn và bắt họ phải thề trung thành với ông. Chiến thắng còn đem lại danh tiếng cho ông với tư cách là một chỉ huy quân sự tài ba.
Vào khoảng 1181-1182, Richard đối mặt với một cuộc nổi dậy giành quyền thừa kế hạt Angoulême. Đối thủ của ông kêu gọi trợ giúp từ Phillip II của Pháp, và chiến tranh lan đến xứ Limousin và Périgord. Richard bị tố cáo với nhiều tội ác chống lại người dân của mình, bao gồm hãm hiếp. Tuy nhiên, với sự hỗ trợ từ cha mình và Henry the Young King, Richard đã buộc Tử tước Aimar V của Limoges và Bá tước Elie của Périgord phải đồng ý với các điều khoản của mình.
Sau khi khuất phục được các nam tước của mình, Richard một lần nữa thách thức cha mình để giành lấy ngai vàng. Từ 1180 – 1183, căng thẳng giữa Henry và Richard gia tăng vì Vua Henry ra lệnh cho Richard phải thể hiện sự thần phục đối với Henry the Young King, nhưng Richard từ chối. Cuối cùng, vào năm 1183 Henry the Young King và Geoffrey, Công tước xứ Bretagne xâm lược Aquitaine trong nỗ lực khuất phục Richard. Các nam tước của ông tham gia cuộc xung đột và chống lại Công tước của họ. Tuy nhiên, Richard và quân đội của ông đã ngăn được quân xâm lược, và họ hành quyết bất kỳ tù binh nào. Cuộc xung đột ngừng lại trong một khoảng thời gian ngắn vào tháng 6, 1183 khi Henry the Young King qua đời. Với cái chết của Henry the Young King, Richard trở thành người con lớn nhất và vì vậy: người thừa kế ngai vàng nước Anh. Vua Henry yêu cầu Richard từ bỏ Aquitaine (lãnh địa ông dự định sẽ trao cho người con út John như là tài sản thừa kế). Richard từ chối, và cuộc xung đột tiếp diễn. Henry II sau đó nhanh chóng cho phép John xâm lược Aquitaine.
Để củng cố vị trí của mình, vào năm 1187, Richard liên minh với P	hilip II, con trai của chồng cũ của Eleanor, Louis VII với Adele xứ Champagne. Roger Hoveden viết:
" Danh sách quân chủ Anh đã vô cùng kinh ngạc, và tự hỏi liệu liên minh này có ý nghĩa gì, và cẩn trọng trong hành động của mình, ông thường xuyên gởi sứ giả đến Pháp với mục đích triệu hồi con mình, nhưng Richard, giả vờ rằng ông mong muốn hòa bình và sẵn sàng đến với cha mình, tìm đường đến Chinon và mặc cho sự canh gác cẩn mật, lấy đi hầu hết kho báu của vua cha, và rồi củng cố các lâu đài ở Poitou, từ chối đến bên cha mình."
Nói chung, Hoveden chủ yếu quan ngại về yếu tố chính trị trong mối quan hệ giữa Richard và Philip. Nhà sử học John Gillingham đã gợi ý rằng giả thuyết về việc Richard bị đồng tính có lẽ bắt nguồn từ một văn kiện chính thức tuyên bố rằng: như là một biểu tượng cho sự hợp tác giữa hai quốc gia, vua Anh và Pháp đã ngủ qua đêm trong cùng một chiếc giường. Ông cho rằng điều này là "một hành động chính trị được chấp nhận, không có gì nhục dục trong chuyện này; … đại loại giống như một buổi chụp hình ngày nay vậy".
Để đổi lấy sự ủng hộ của Philip, Richard hứa sẽ nhượng lại cho ông cả Normandy và Anjou. Richard thể hiện sự thần phục Philip vào tháng 11 năm đó. Với tin tức về trận đại bại ở Hattin, Richard tuyên thệ tại Tours cùng với các quý tộc Pháp.
Vào năm 1188, Henry II dự định nhượng lại Aquitaine cho con trai út của mình, John. Năm sau, Richard dự định giành lấy ngai vàng nước Anh trong cuộc viễn chinh với Philip chống lại cha ông. Vào ngày 4 tháng 7, 1189, lực lượng của Richard và Philip đánh bại Henry tại Ballans. Henry, với sự ưng thuận của John, đồng ý phong Richard làm Thái tử. Hai ngày sau Henry II mất tại Chinon và Richard nối ngôi ông là Danh sách quân chủ Anh, Công tước Normandy và Bá tước xứ Anjou. Roger Hoveden khẳng định rằng xác của Henry chảy máu từ mũi khi Richard có mặt tại đó, một dấu hiệu cho thấy Richard đã gây ra cái chết.

## Vua và Thập tự chinh

### Lễ đăng quang và bạo lực chống người Do Thái

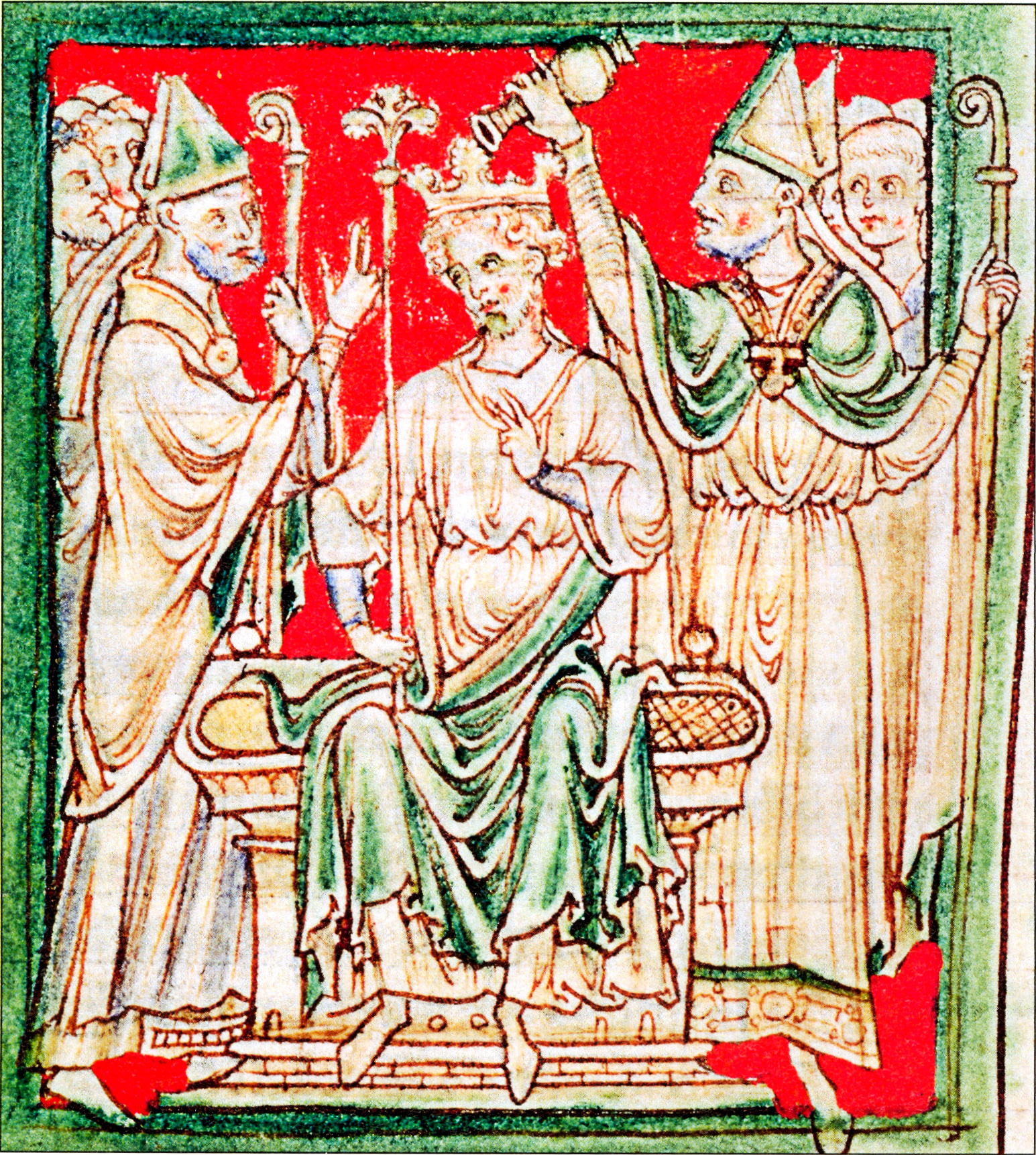
Richard được thoa dầu thánh trong lễ đăng quang tại Tu viện Westminster, trong một bức họa vào thế kỷ 13

Richard chính thức được tôn làm công tước vào ngày 20 tháng 7, 1189 và vua vào ngày 3 tháng 9, 1189 tại Tu viện Westminster. Khi lên ngôi, Richard cấm tất cả người Do Thái và phụ nữ tham dự buổi lễ, nhưng có vài nhà lãnh đạo Do Thái đến để dâng quà cho đức vua. Theo như Ralph Diceto, cận thần của Richard đã lột đồ và đánh đập những người Do Thái, rồi quẳng họ ra ngoài.
Khi mà tin đồn về việc Richard ra lệnh giết chết tất cả những người Do Thái lan truyền, người dân London đã bắt đầu một cuộc thảm sát. Nhiều người Do Thái đã bị đánh đập đến chết, bị cướp bóc và bị thiêu sống. Nhiều nhà cửa của người Do Thái bị đốt và nhiều người Do Thái bị buộc phải rửa tội. Vài người tìm chỗ trú trong Tháp Luân Đôn trong khi một số người khác thì trốn thoát được. Trong số những người bị giết có Jacob Orléans, một học giả Do Thái đáng kính. Roger Hoveden, trong quyển Gesta Regis Ricardi, khẳng định rằng cuộc nổi loạn xuất phát từ những kẻ ghen ghét và cố chấp và rằng Richard đã trừng trị những kẻ chủ mưu, cho những người Do Thái bị buộc cải đạo được phép quay lại tôn giáo cũ. Baldwin xứ Forde, Tổng giám mục xứ Canterbury nhận xét, "Nếu nhà vua không phải là người của Chúa, thì tốt hơn nên làm người của quỷ".
Nhận thấy rằng những cuộc nổi loạn có thể làm sụp đổ triều đại của mình ngay khi ông lên đường trong cuộc Thập tự chinh, Richard ra lệnh hành quyết những kẻ chịu trách nhiệm cho những vụ giết người và khủng bố tàn bạo nhất, bao gồm cả những người nổi loạn đã vô tình đốt nhà của người Cơ đốc giáo. Ông ban hành đạo luật yêu cầu đảm bảo an toàn cho người Do Thái. Tuy nhiên, sắc lệnh này đã không được tuân thủ nghiêm ngặt, và tháng 3 năm đó bạo lực tiếp tục gia tăng, bao gồm một cuộc thảm sát tại York.

### Kế hoạch Thập tự chinh
Richard đã tuyên thệ với tư cách là Bá tước Poitou vào năm 1187. Cha ông và Philip II cũng đã làm vậy tại Gisors vào ngày 21 tháng 1, 1188 sau khi nghe tin Jerusalem thất thủ, rơi vào tay của Saladin. Richard, cùng với Philip, đồng ý lên đường trong cuộc Thập tự chinh thứ ba, bởi vì mỗi người đều sợ rằng trong khi mình vắng mặt, người kia có thể xâm chiếm lãnh thổ của mình.
Richard thề sẽ từ bỏ sự độc ác trong quá khứ để chứng tỏ mình đủ tư cách để tuyên thệ. Ông bắt đầu huy động và vũ trang một đạo quân Thập tự mới. Ông tiêu gần hết kho báu của cha mình (vốn rất nhiều của cải thu được từ thuế Saladin), tăng thuế và thậm chí đồng ý cho William I của Scotland từ bỏ lời thề trung thành với Richard để đổi lấy 10000 mác. Để có thêm tiền ông bán cả chức vụ, đặc quyền và đất đai cho những kẻ muốn mua. Những người đã có chức tước thì bị buộc phải trả những khoản tiền lớn để duy trì chức vụ của mình. William Longchamp, giám mục xứ Ely và Đại Chưởng ấn của nhà vua, ra giá 3000 bảng để tiếp tục giữ chức Đại Chưởng ấn. Reginald người Ý ra giá cao hơn, nhưng lại bị từ chối.
Richard thu xếp vài việc cuối cùng tại châu Âu. Ông tái khẳng định việc bổ nhiệm William Fitz Ralph vào chức vụ quản gia của Normandy. Tại Anjou, Stephen xứ Tours bị tước quyền quản gia và bị tạm giam vì quản lý tài chính yếu kém. Payn de Rochefort, một hiệp sĩ Angevin, được thăng chức quản gia Anjou. Tại Poitou cựu mục sư trưởng của Benon, Peter Bertin, được phong chức quản gia, và cuối cùng ở Gascony quan chức nội vụ Helie de La Celle được chọn làm quản gia. Sau khi tái bố trí phần quân đội mà ông để lại nhằm bảo vệ các lãnh thổ ở Pháp, Richard cuối cùng lên đường trong cuộc Thập tự chinh vào mùa hè năm 1190. (Sự trì hoãn của ông bị phê bình bởi những người hát rong như Bertran de Born.) Ông trao quyền nhiếp chính cho Hugh de Puiset, giám mục của Durham, và William de Mandeville, Bá tước thứ ba của Essex – người này sau đó sớm qua đời và được thay thế bởi Đại Chưởng ấn của Richard William Longchamp. Em trai của Richard, John không hài lòng trước quyết định này và bắt đầu âm mưu chống lại William.
Vài nhà văn đã phê bình Richard vì chỉ dành 6 tháng trong triều đại của mình ở Anh và rút trích tài nguyên của vương quốc để phục vụ cho cuộc Thập tự chinh. Theo như William Stubbs:
Richard đã nói rằng nước Anh "rất lạnh và luôn đổ mưa,"  và khi ông đang gây quỹ cho cuộc Thập tự chinh, ông được cho là đã nói, "Ta đã có thể bán luôn London nếu ta có thể tìm được người mua." Tuy nhiên, dù nước Anh là phần lãnh thổ chính của ông – đặc biệt quan trọng khi nó cho ông một tước hiệu hoàng gia để có thể đứng ngang hàng với các vị vua khác – nó không đối mặt với cả thù trong lẫn giặc ngoài trong suốt triều đại của ông, không giống nhưng phần lãnh thổ ở đại lục, và vì vậy không cần ông phải luôn có mặt tại đây. Giống như phần lớn vua Plantagenet trước thế kỷ 14, ông không cần phải học tiếng Anh. Bỏ lại quê hương trong tay nhiều quan chức khác nhau mà ông bổ nhiệm (bao gồm cả mẹ ông), Richard quan tâm tới lãnh thổ rộng lớn tại Pháp nhiều hơn. Sau khi chuẩn bị xong, ông có một đạo quân 4000 kị binh, 4000 bộ binh và một hạm đội 100 tàu.

### Chiếm đóng Sicilia
Vào tháng 9, 1190, Richard và Philip đến Sicilia. Sau cái chết của vua William II của Sicilia, em họ ông Tancred xứ Lecce nắm quyền và được tôn làm vua vào đầu năm 1190, mặc dù người thừa kế hợp pháp là dì của William, Constance, vợ của Hoàng đế La Mã Thần thánh Henry VI. Tancred bắt giam góa phụ của William, hoàng hậu Joan, em gái của Richard và không trao cho bà số tiền mà William để lại trong di chúc. Khi Richard đến nơi ông yêu cầu Tancred giải thoát Joan và trao cho bà tài sản thừa kế; bà được trả tự do vào ngày 28 tháng 9 nhưng không được hưởng thừa kế. Sự hiện diện của quân đội nước ngoài cũng gây ra bất an: vào tháng 10, người dân Messina nổi dậy, yêu cầu quân đội nước ngoài ra đi. Richard tấn công Messina, chiếm được nơi này vào ngày 4 tháng 10, 1190. Sau khi cướp phá và đốt cháy thành phố, Richard thành lập căn cứ tại đây, nhưng điều này lại gây căng thẳng giữa Richard và Philip Augustus. Ông ở lại đó cho đến khi Tancred đồng ý ký hiệp ước vào ngày 4 tháng 3 năm 1191. Hiệp ước được ký bởi Richard, Philip và Tancred. Các điều khoản chính bao gồm:
- Joan sẽ được nhận 20.000 ounce vàng tiền bồi thường mà Tancred giữ.
- Richard chính thức công nhận cháu mình, Arthur xứ Bretagne, con của Geoffrey, là người thừa kế của mình, và Tancred hứa sẽ gả một người con gái của mình cho Authur khi cậu trưởng thành, và trao thêm 20000 ounce vàng, số tiền này sẽ được Richard trao trả lại nếu Arthur không cưới con gái của Tancred.

Hai vị vua ở lại Sicilia một thời gian, nhưng điều này dẫn đến căng thẳng gia tăng giữa họ và binh lính của nhau, với Philip Agustus và Tancred âm mưu chống lại Richard. Hai vị vua cuối cùng gặp nhau để giải tỏa căng thẳng và đi đến một thỏa thuận, bao gồm việc chấm dứt hôn ước của Richard với em gái của Philip, Alys (vốn bị cho là người yêu của cha Richard, Henry II).

### Chinh phục đảo Síp

Bản đồ vùng Cận Đông vào năm 1190 (đảo Síp được tô màu tím)

Vào tháng 4, 1191, Richard, với một hạm đội lớn, rời Messina để đến Acre. Nhưng một cơn bão làm phân tán hạm đội. Sau khi tìm kiếm, người ta phát hiện con tàu chở chị và hôn thê của ông Berenguela đang neo đậu ở bờ biển phía nam đảo Síp cùng với xác của vài con tàu khác, bao gồm tàu chở kho báu. Những người sống sót đã bị bắt làm tù nhân bởi bạo chúa của hòn đảo: Isaac Komnenos.
Vào ngày 1 tháng 5 năm 1191, hạm đội của Richard cập cảng Lemesos (Limassol) ở Síp. Ông yêu cầu Isaac giải thoát các tù nhân và trả lại kho báu. Isaac từ chối, Richard sau đó đổ quân lên đảo và chiếm Limassol.
Nhiều hoàng tử của Vùng đất thánh cũng đến Limassol vào lúc đó, đặc biệt là Guy Lusignan. Tất cả đều tuyên bố ủng hộ Richard nếu ông hỗ trợ Guy chống lại đối thủ là Conrad xứ Montferrat.
Các nam tước địa phương bỏ rơi Isaac, vốn dự định giảng hòa với Richard, hợp quân với ông trong cuộc Thập tự chinh và gả con gái của mình cho một người được lựa chọn bởi Richard. Nhưng Isaac đổi ý và cố gắng trốn thoát. Richard sau đó tiến hành chiếm đóng toàn bộ hòn đảo với quân đội của mình, chỉ huy bởi Guy de Lusignan. Isaac đầu hàng và bị trói bằng xích bạc vì Richard đã hứa là ông sẽ không bắt giam Isaac bằng xích sắt. Đến ngày 1 tháng 6 Richard đã chiếm được toàn bộ hòn đảo. Ông giao cho Richard de Camville và Robert xứ Thornham chức vụ thống đốc. Ông sau đó đã bán lại hòn đảo cho các Hiệp sĩ dòng Đền và cuối cùng rơi vào tay Guy Lusignan vào năm 1192 và hòn đảo trở thành một vương quốc phong kiến ổn định.
Cuộc xâm lược chớp nhoáng của Richard quan trọng hơn ta nghĩ. Hòn đảo nắm giữ một vị trí chiến lược quan trọng trên tuyến đường biển đến Vùng đất thánh, nơi mà sự chiếm đóng của những người Cơ đốc giáo không thể tiếp tục nếu không có viện trợ từ biển. Đảo Síp vẫn là căn cứ của người Cơ đốc giáo cho đến trận Lepanto (1571). Chiến công của Richard được lan truyền rộng rãi và góp phần tạo dựng danh tiếng cho ông. Richard cũng nhận được một nguồn tài quan trọng từ việc chinh phục đảo.
Richard khởi hành về Acre vào ngày 5 tháng 6 cùng với đồng minh của mình.

### Hôn nhân và xu hướng tính dục
Trước khi rời Cyprus Richard kết hôn với Berenguela của Navarra, con gái đầu của Vua Sancho VI của Navarra. Richard trở nên gần gũi với bà tại Cuộc đấu thương ở quê nhà Navarra của Berengaria. Đám cưới được tổ chức ở Limassol vào ngày 12 tháng 5, 1191 tại Nhà thờ thánh George. Đám cưới có sự tham dự của Joan, người đã rời Sicilia cùng Richard. Hôn lễ được tổ chức xa hoa và lộng lẫy với nhiều buổi yến tiệc và tiêu khiển, diễu hành và ăn mừng để đánh dấu sự kiện. Trong các buổi lễ lớn khác còn có sự đăng quang của Vua và Vương hậu. Richard phong mình làm Vua của Cyprus, và Berenguela làm Vương hậu của cả Anh và Cyprus. Khi Richard kết hôn với Berenguela ông vẫn đang chính thức đính hôn với Alys, và Richard thực hiện cuộc hôn nhân nhằm giành lấy Navarra như cha mình đã làm với Aquitaine. Hơn nữa, Aliénor cũng ủng hộ cuộc hôn nhân vì Navarre giáp với Aquitaine, qua đó bảo vệ biên giới phía nam của vùng đất của bà. Trong một thời gian ngắn, Richard đưa vợ theo cùng trong cuộc Thập tự chinh. Tuy nhiên, họ trở về riêng biệt. Berengaria gặp khó khăn trên đường về nhà cũng nhiều như Richard, và bà không nhìn thấy nước Anh cho đến sau khi chồng mình qua đời. Sau khi ông được người Đức giải thoát, Richard cảm thấy hối tiếc vì đã đưa bà về trước, nhưng ông lại không được đoàn tụ với vợ mình, và cả hai cuối cùng không có con.
Rộng hơn, từ những năm 1950, giới tính của Richard đã trở thành một mối quan tâm và tranh cãi. Các nhà sử học thời Victoria và Edward hiếm khi đề cập vấn đề này, nhưng vào năm 1948 nhà sử học John Harvey nêu ra rằng ông nhận thấy một "âm mưu che giấu" quanh sự đồng tính của Richard. Luận điểm này được rút ra chủ yếu từ văn kiện có sẵn của các nhà chép sử về hành vi của Richard, các ghi nhận về hai lần thú nhận và sám hối công khai, và cuộc hôn nhân không con của Richard.
Roger Hoveden kể lại về một ẩn sĩ đã cảnh báo rằng: "Ngươi sẽ bận tâm đến sự hủy diệt của Sodom, kiềm chế trước những điều trái với đạo lý", và Richard vì thế "nhận được sự ân xá, lấy lại vợ mình, người mà lâu rồi ông không gặp, và từ bỏ mọi mối quan hệ bất chính, ông chung thủy với vợ mình và cả hai trở thành một".
Tài liệu này khá phức tạp xét trên việc Richard có ít nhất một người con hoang (Philip xứ Cognac), và việc Richard đã quan hệ với phụ nữ địa phương trong chiến dich của mình.
Các nhà sử học hàng đầu chia rẽ trong câu trả lời về giới tính của Richard. Luận điểm của Harvey nhận được nhiều sự đồng tình; tuy nhiên, quan điểm này bị các nhà sử học khác bác bỏ, đáng chú ý nhất là John Gillingham. Rút ra từ các văn kiện lịch sử khác, ông tranh luận rằng có lẽ Richard là người dị tính luyến ái.
Nhà sử học Jean Flori nói rằng các nhà sử học thời đó nói chung đều công nhận rằng Richard có xu hướng đồng tính luyến ái. Flori cũng đã phân tích các tài liệu đương thời; ông bác bỏ luận điểm của Gillingham và kết luận rằng hai lần thú nhận và sám hối công khai (vào năm 1191 và 1195) nhắc đến tội kê gian. Flori trích dẫn các tài liệu đương thời về việc Richard chiếm đoạt phụ nữ bằng vũ lực  và cho rằng Richard có lẽ đã quan hệ với cả đàn ông và đàn bà ở nhiều giai đoạn khác nhau.
Tuy nhiên, Flori và Gillingham đồng ý rằng các tài liệu đương thời không ủng hộ giả thuyết rằng Richard có quan hệ với vua Philip II của Pháp, như đã được nêu ra bởi các tác giả hiện đại.

### Tại Vùng đất thánh
Vua Richard đổ bộ lên Acre vào ngày 8 tháng 6, 1191. Ông hỗ trợ chư hầu Poitou của mình Guy Lusignan, người đã đưa quân tới giúp ông ở Cyprus. Guy là một người góa vợ (vợ ông là em họ của cha ông, Sibylla của Jerusalem) và đang nhắm đến ngai vàng Jerusalem, mặc dù vợ ông đã mất trong Cuộc vây hãm Acre năm ngoái. Quyền thừa kế của ông bị thách thức bởi Conrad xứ Montferrat, chồng thứ hai của Isabella (em gái cùng cha khác mẹ của Sibylla). Conrad, người đã bảo vệ vương quốc vào năm 1187 bằng việc phòng thủ Týros, được hỗ trợ bởi Philip của Pháp, con của anh họ của ông Louis VII của Pháp và là anh họ của Công tước Leopold V của Áo. Richard đồng thời còn liên minh với Humphrey IV của Toron, chồng trước của Isabella, người đã bị buộc phải ly hôn với bà vào năm 1190. Humphrey trung thành với Guy và nói thành thạo tiếng Ả rập, thế nên Richard dùng ông làm phiên dịch và đàm phán viên.
Richard và lực lượng của ông hỗ trợ trong cuộc xâm chiến thành Acre, mặc dù lúc này ông lâm bệnh nặng. Một mặt, khi đang bị bệnh Scobat, Richard được kể rằng đã dùng nỏ hạ gục lính gác trên tường thành trong khi đang được khiêng trên cáng. Cuối cùng Conrad xứ Montferrat đàm phán về việc đầu hàng của người Hồi giáo với Saladin và giương cờ hiệu của các vị vua trong thành phố. Richard tranh cãi với Leopold V của Áo về việc phế truất Isaac Komnenos (có họ hàng với người mẹ gốc Byzantine của Leopold) và vị trí của ông trong cuộc Thập tự chinh. Cờ hiệu của Leopold được giương lên cùng với cờ hiệu của Pháp và Anh. Điều này được giải thích là do sự ngạo mạn của cả Richard và Philip, vì Leopold chỉ là chư hầu của Hoàng đế La Mã Thần thánh (dù ông là nhà lãnh đạo còn sống sót cao nhất của lực lượng Đế quốc La Mã Thần thánh). Người của Richard giật lá cờ xuống và ném nó vào con hào của Acre. Leopold ngay sau đó từ bỏ cuộc Thập tự chinh, Philip sau đó cũng sớm ra đi với sức khỏe kém sau khi tranh chấp với Richard, đòi một nửa đảo Cyprus và ngai vàng Jerusalem. Richard, đột nhiên, thấy mình mất hết đồng minh.

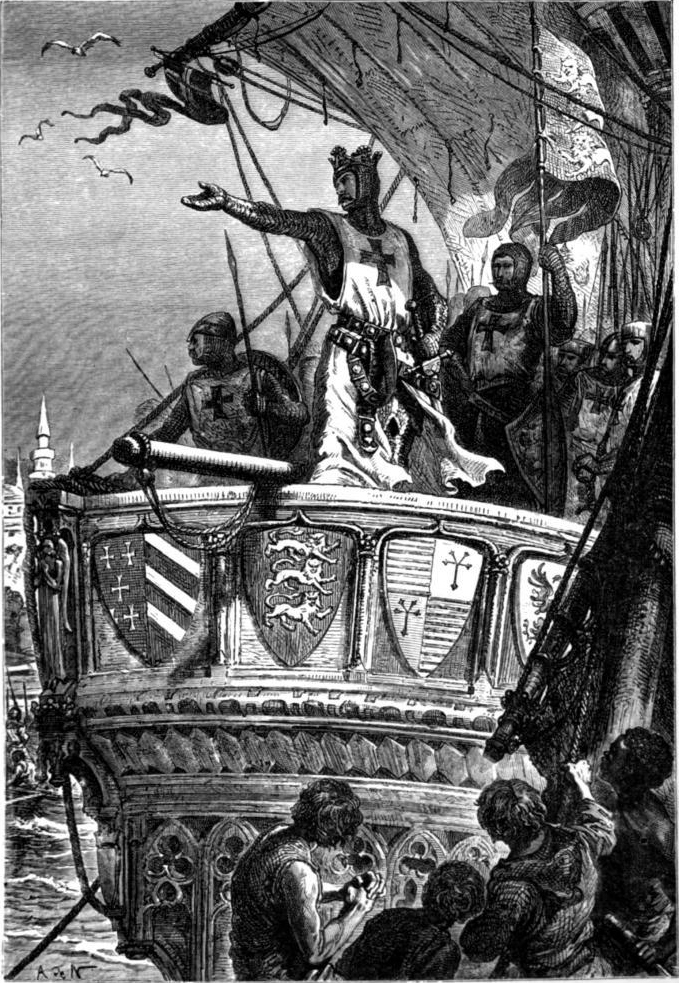
Bức họa thế kỷ 19 miêu tả Richard rời khỏi Vùng đất thánh

Richard giữ 2700 tù binh Hồi giáo làm con tin để đảm bảo Saladin sẽ thực hiện các điều khoản về việc giao nộp các vùng đất quanh Acre. Philip, trước khi đi, đã giao tù binh của mình cho Conrad, nhưng Richard buộc Conrad phải giao nộp họ cho ông. Richard sợ rằng lực lượng của mình sẽ bị tiêu diệt ở Acre và sẽ không thể tiếp tục chiến dịch với tù binh trong tay. Ông vì thế đã ra lệnh hành quyết tất cả tù binh. Sau đó ông tiến về phía nam, đập tan lực lượng của Saladin tại Trận Arsuf vào ngày 7 tháng 9, 1191. Ông muốn đàm phán với Saladin nhưng bất thành, Trong nửa đầu năm 1192 ông củng cố lại thành Ascalon.
Một cuộc bầu cử buộc Richard phải công nhận Conrad xứ Montferrat là Vua của Jerusalem, và ông bán Cyprus lại cho Guy, người thất bại trong cuộc bầu cử. Chỉ vài ngày sau, vào ngày 28 tháng 4, 1192, Conrad bị đâm chết bởi một Hashshashin (kẻ ám sát) trước khi ông lên ngôi. Tám ngày sau cháu của Richard, Henry II của Champagne được kết hôn với Isabella, mặc dù bà đang mang thai con của Conrad. Vụ ám sát không bao giờ được giải quyết thỏa đáng. Người đương thời cho rằng Richard đã nhúng tay vào việc này.
Nhận ra rằng ông không thể nào giữ được Jerusalem cho dù ông có chiếm được nó, Richard ra lệnh rút lui. Có vài vụ xung đột nhỏ đã nổ ra giữa quân của Richard và Saladin khi hai người đàm phán để giải quyết cuộc xung đột, vì cả hai đều nhận ra rằng họ khó giữ vững được vị trí của mình nếu xung đột tiếp diễn. Richard biết rằng cả Philip và chính em trai ông John đều đang âm mưu chống lại mình. Tuy nhiên, Saladin buộc Richard phải san bằng các công sự mà ông đã xây dựng tại Ascalon và vài việc khác. Richard thực hiện một nỗ lực cuối cùng để giành thế thượng phong trên bàn đàm phán bằng việc xâm lược Ai Cập – nguồn tiếp vận chính của Saladin – nhưng thất bại. Cuối cùng, thời gian không còn nữa. Việc trở về không thể trì hoãn được nữa vì cả Philip và John đều đang lợi dụng sự vắng mặt của ông. Ông và Saladin đi đến một thỏa thuận vào ngày 2 tháng 9, 1192; bao gồm việc phá hủy các công sự của Ascalon, cùng với việc cho phép người hành hương và thương nhân Cơ đốc đến Jerusalem. Nó cũng bao gồm một hòa ước ba năm.

### Bị bắt giữ và trở về
Thời tiết xấu buộc thuyền của Richard phải cập cảng ở Corfu, vùng đất của Hoàng đế Byzantine, Isaac II Angelos, người đã phản đối việc Richard thôn tính đảo Cyprus, vốn trước đây là lãnh thổ của Byzantine. Cải trang thành một Hiệp sĩ dòng Đền, Richard dong thuyền khỏi Corfu với bốn người hầu, nhưng thuyền ông bị đắm gần Aquileia, buộc nhóm của Richard phải di chuyển trên một tuyến đường nguy hiểm băng ngang trung tâm châu Âu.
Trên đường đến lãnh địa của anh vợ mình, Heinrich xứ Sachsen, Richard bị bắt vài ngày trước Giáng sinh năm 1192 gần Viên bởi Leopold V, Công tước của Áo. Leopold sau đó buộc tội Richard trong vụ ám sát em họ ông Conrad xứ Montferrat. Hơn nữa cá nhân Richard cũng đã xúc phạm Leopold bằng việc ném cờ hiệu của ông khỏi bờ tường thành Acre. Richard và những người tùy tùng đã cải trang thành thường dân đi hành hương, nhưng ông bị nhận dạng do đeo một chiếc nhẫn đáng giá, cũng có thể là do ông đã khăng khăng đòi ăn gà quay, một món ăn của quý tộc thời bấy giờ.

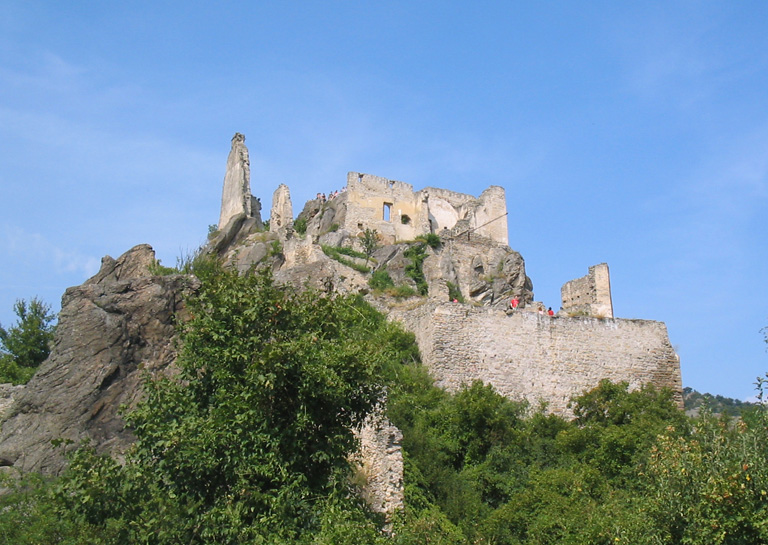
Tàn tích lâu đài Dürnstein, nơi Richard bị giam cầm

Công tước Leopold giữ ông làm tù binh tại Lâu đài Dürnstein dưới sự chăm sóc của Hadmar xứ Kuenring. Sự cố của Richard nhanh chóng lan tới nước Anh, nhưng trong nhiều tuần liền các quan nhiếp chính không xác định được nơi ở của ông. Trong tù, Richard đã viết Ja nus hons pris hay còn có tên là Ja nuls om pres ("Không ai bị cầm tù") để gởi đến chị gái cùng mẹ khác cha Marie de Champagne. Ông viết bài ca bằng tiếng Pháp và Occitan để diễn tả cảm xúc khi bị bỏ rơi bởi người dân và chị gái của mình. Việc bắt giam một Thập tự quân là trái với luật, và vì vậy mà Giáo hoàng Celestine III đã rút phép thông công của Công tước Leopold.
Vào ngày 28 tháng 3, 1193 Richard được đưa đến Speyer và được giao cho Henry VI, Hoàng đế La Mã Thần thánh, vốn không hài lòng cả về sự hỗ trợ của nhà Plantagenet cho gia đình của Henry Sư Tử, và việc Richard công nhận Tancred ở Sicilia, đã giam giữ ông tại Lâu đài Trifels. Henry VI, vốn cần tiền để xây dựng quân đội và khẳng định quyền thống trị của mình với miền nam Italy, tiếp tục giữ ông để đòi tiền chuộc. Đáp lại Giáo hoàng Celestine III rút phép thông công của Henry VI, giống như ông đã làm với Công tước Leopold, vì giam giữ Richard một cách sai trái.
Richard đã nổi tiếng từ chối thể hiện sự tôn trọng Hoàng đế La Mã Thần thánh và tuyên bố với Henry VI: "Ta được sinh ra với một địa vị mà không phải thể hiện sự thần phục với bất kỳ ai ngoại trừ Chúa". Dù ông đã than phiền rất nhiều về điều kiện sống của mình lúc bị bắt, nó thực sự không quá khắc nghiệt.
Hoàng đế La Mã Thần thánh đòi 150.000 mác (65.000 pound bạc) tiền chuộc để giải phóng Richard, tương ứng với số tiền thu được qua thuế Saladin chỉ vài năm trước, Nhà sử học David Boyle ước tính số tiền này tương đương với khoảng 2 tỷ bảng Anh theo thời giá năm 2011. Eleanor xứ Aquitaine vận động để quyên tiền chuộc. Cả tăng lữ và thường dân đều bị đánh thuế tới ¼ giá trị tài sản của họ, kho vàng và bạc của nhà thờ bị tịch thu, và tiền được thu từ thuế Scutage và Carucage. Cùng lúc đó, John, em trai Richard và Vua Philip của Pháp đề nghị 80000 bảng để Hoàng đế giam giữ Richard cho đến lễ thánh Mi-sen 1194. Hoàng đế từ chối lời đề nghị. Món tiền để giải thoát nhà vua được chuyển đến Đức bởi các đại sứ của Hoàng đế, nhưng "là vì an nguy của nhà vua" (nếu nó bị mất dọc đường, Richard sẽ bị quy trách nhiệm), và cuối cùng, vào ngày 4 tháng 2, 1194, Richard được giải thoát. Philip gởi một thông điệp cho John: "Hãy coi chừng, con ác quỷ đã được tự do".
Vụ việc này để lại một ảnh hưởng lâu dài tại Áo, vì một phần từ tiền chuộc Richard được dùng bởi Công tước Leopold V để xây dựng một thành phố mới, Wiener Neustadt, vốn có vai trò quan trọng đối với lịch sử Áo cho đến tận bây giờ.

### Những năm cuối đời và cái chết đúng như của một vị vua
Khi Richard vắng mặt, em trai ông John đã nổi dậy với sự trợ giúp của Philip; trong các vùng đất mà Philip chiếm được khi Richard bị giam cầm có Normandy. Richard tha thứ cho John khi hai người gặp lại và, thuận theo các tất yếu chính trị, chọn ông là người thừa kế ngai vàng thay cho Arthur, vì mẹ Arthur, Constance xứ Bretagne có lẽ đã chấp nhận thương lượng với Philip II.
Richard bắt đầu cuộc tái chiếm Normandy. Việc Château de Gisors rơi vào tay người Pháp vào năm 1196 tạo ra sơ hở trong việc phòng phủ Normandy. Một cuộc tìm kiếm đã bắt đầu để tìm ra một vị trí tốt cho một lâu đài mới nhằm bảo vệ lãnh địa Normandy và làm căn cứ để từ đó Richard giành lại Vexin từ tay người Pháp. Một vị trí đắc địa cho việc phòng thủ được tìm ra tại thượng lưu sông Seine, một tuyến vận chuyển quan trọng, tại thái ấp Andeli. Chiếu theo các điều khoản của Hòa ước Louviers (tháng 12, 1195) giữa Richard và Philip II, không vị vua nào được phép củng cố vị trí này; mặc cho điều đó, Richard dự định xây dựng pháo đài rộng lớn Château Gaillard. Richard cố gắng giành được thái ấp qua đàm phán. Walter de Coutances, Tổng giám mục xứ Rouen, miễn cưỡng trong việc bán lại thái ấp vì nó là một trong những vùng trù phú nhất của giáo khu, và các vùng đất khác thuộc về giáo khu hiện đã bị tàn phá bởi chiến tranh. Khi Philip vây hãm thành Aumale ở Normandy, Richard chán phải chờ đợi và chiếm khu thái ấp, dù hành động này bị nhà thờ phản đối. Walter de Coutances ban hành một bản huyền chức chống lại lãnh địa Normandy, theo đó cấm chỉ việc hành lễ của nhà thờ trong khu vực. Roger Hoveden mô tả chi tiết "những xác người không được chôn cất nằm la liệt trên các con đường và quảng trường của các thành phố ở Normandy". Công trình xây dựng bắt đầu với lệnh huyền chức ban bố tại Normandy, nhưng sau đó nó được bãi bỏ vào tháng 4, 1197 bởi Giáo hoàng Celestine III, sau khi Richard phong đất cho Walter de Coutances và giáo khu Rouen, bao gồm hai thái ấp và cảng Dieppe sầm uất.
Dưới triều đại của Richard, chi tiêu hoàng gia cho việc xây dựng lâu đài suy giảm so với mức chi tiêu dưới thời Henry II, cha ông. Điều này được cho là do việc tập trung tiềm lực vào chiến tranh với vua Pháp. Tuy nhiên, Château Gaillard là một trong những công trình đắt tiền nhất thời đó và tốn khoảng từ 15000 đến 20000 bảng trong những năm 1196 – 1198. Số tiền này gấp hơn hai lần chi tiêu của Richard lên các lâu đài tại Anh, với khoảng 7000 bảng. Với tiến độ thi công chưa có tiền lệ trong lịch sử, lâu đài này được hoàn thành chỉ trong khoảng hai năm, trong khi hầu hết công trình với quy mô như vậy đã có thể mất đến gần một thập niên để hoàn thành. Theo như William xứ Newburgh, vào tháng 5, 1198, Richard và những nhân công làm việc trong lâu đài bị ngập trong một "cơn mưa máu". Trong khi vài cố vấn cho rằng cơn mưa là một điềm gở, Richard không hề nao núng:
nhà vua không hề sợ hãi bởi điều này để mà giảm dù chỉ một chút tiến độ thi công, ông rất hài lòng vì điều này đến nỗi, trừ khi tôi lầm, cho dù một thiên thần có giáng xuống trần gian và kêu gọi ngừng việc xây dựng, thiên thần đó cũng sẽ bị nhà vua nguyền rủa.— William xứ Newburgh

Vì không có nhà kiến trúc nào được nhắc đến trong văn kiện chi tiết về công trình này, nhà sử học quân sự Allen Brown đã gợi ý rằng chính Richard là kiến trúc sư trưởng của công trình; điều này được hỗ trợ bởi niềm đam mê mà Richard dành cho công trình qua sự hiện diện thường xuyên của ông. Trong những năm cuối đời, lâu đài này trở thành dinh thự yêu thích của Richard, và các mệnh lệnh và biên bản được viết ở Château Gaillard đều ghi "tại lâu đài tráng lệ trên vách đá" (at the Fair Castle of the Rock). Château Gaillard đã đi trước thời đại, mang nhiều đổi mới mà cho tới gần một thế kỷ sau vẫn được sử dụng. Richard sau này khoe khoang rằng ông vẫn có thể giữ lâu đài "dù cho tường thành có làm bằng bơ". Allen Brown mô tả Château Gaillard như là "một trong những lâu đài vững chắc nhất châu Âu", còn nhà sử học quân sự Charles Oman viết:
Château Gaillard… được xem là kiệt tác của thời đại. danh tiếng của người xây nên nó, Coeur de Lion, với tư cách là một kỹ sư quân sự vĩ đại sẽ đứng vững trên công trình này. Ông không chỉ đơn thuần là kẻ sao chép các mẫu kiến trúc mà ông đã thấy ở miền Đông, mà đã thể hiện nhiều chi tiết độc đáo trong sự sáng tạo của chính ông vào lâu đài này.— Oman 1924

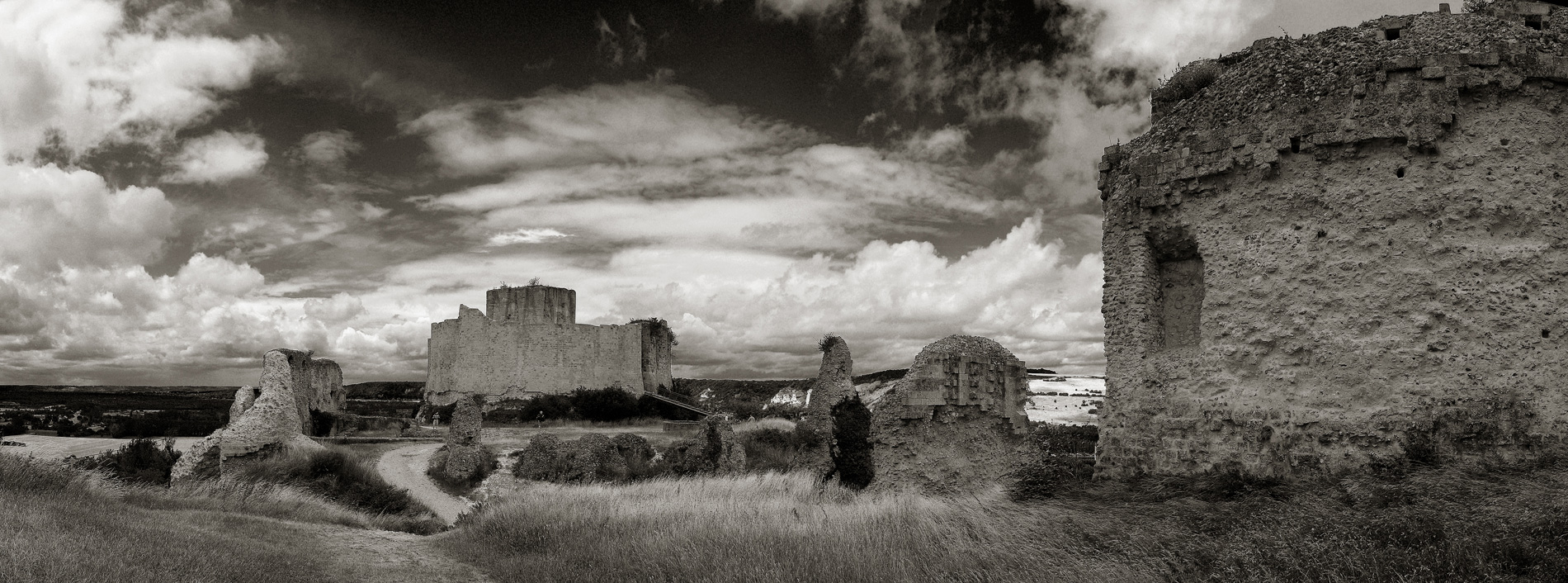
Tàn tích thành Château Gaillard. Ngay cả một điềm gở như mưa máu cũng không ngăn được Richard xây dựng tòa lâu đài rộng lớn và tốn kém này ở Normandy.

Quyết tâm chống lại mưu đồ của Philip ở các vùng đất Angevin như Vexin và Berry, Richard đổ toàn bộ khả năng quân sự và tiềm lực lớn lao vào chiến tranh với vua Pháp. Ông dựng lên một liên minh chống Philip, bao gồm Baldwin IX của Flanders, Renaud, Công tước xứ Boulogne, và cha vợ mình Vua Sancho VI của Navarra, người tấn công lãnh thổ của Philip từ phía nam. Quan trọng nhất, ông giành được tài sản thừa kế của nhà Welf ở Saxony cho cháu của mình, con của Henry Sư Tử, Otto xứ Poitou, người trở thành Otto IV của Đức vào năm 1198.
Một phần nhờ các mưu đồ này mà Richard giành được nhiều thắng lợi trước Philip. Ở Freteval năm 1194, khi Richard trở về sau vụ bắt giữ và sau việc thu tiền ở Anh cho Pháp, Philip bỏ chạy, để lại toàn bộ tài liệu về kiểm toán tài chính rơi vào tay Richard. Trong trận Gisors (đôi khi được gọi là Courcelles) vào năm 1198, Richard chọn khẩu hiệu của mình là "Dieu et mon Droit" – "Chúa và Quyền của ta" (vẫn được Hoàng gia Anh ngày nay sử dụng), thể hiện niềm kiêu hãnh trước đây của ông với Hoàng đế Henry rằng địa vị của ông không thể hiện sự thần phục với bất kỳ ai trừ Chúa.
Vào tháng 3, 1199, Richard đang ở Limousin đàn áp một cuộc nổi dậy của Tử tước Aimar V xứ Limoges. Mặc dù đang là Mùa Chay của Cơ đốc giáo, ông "tàn phà lãnh địa của tử tước với lửa và gươm". Ông bao vây lâu đài Chalus-Chabrol (vốn khá nhỏ và gần như không được vũ trang). Vài nhà chép sử khẳng định rằng đó là do nông dân địa phương đã khám phá ra một bộ sưu tập kho báu bằng vàng La Mã, thứ mà Richard giành lấy từ Aimar với tư cách nhà vua.

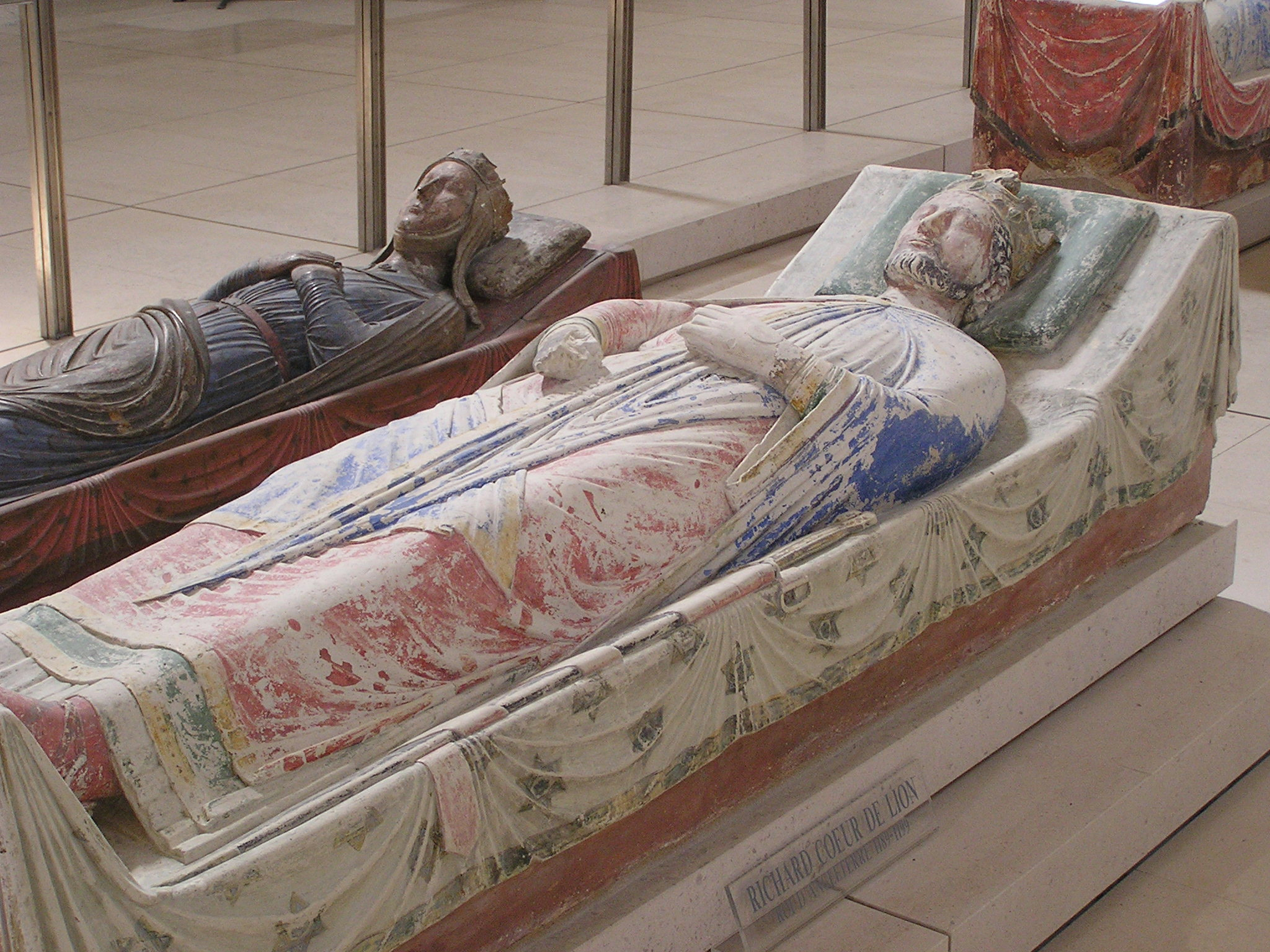
Hầm mộ tại Fontevraud

Vào sớm chiều ngày 25 tháng 3, 1199, Richard đi dạo quanh vòng ngoài của lâu đài mà không mặc áo lưới sắt, kiểm tra tiến độ của công binh trên tường thành. Tên thỉnh thoảng được phóng đi từ trên tường thành, nhưng việc này lại ít được chú ý. Một người phòng thủ đặc biệt làm nhà vua cảm thấy thích thú – người này đứng trên bờ tường, một tay cầm nỏ, tay kia nắm chặt một chiếc chảo rán mà anh ta đã dùng cả ngày để làm khiên chắn tên. Anh ta chủ tâm nhắm vào nhà vua, khiến cho Richard vỗ tay; tuy nhiên, một tay nỏ khác sau đó bắn tên vào ông, trúng vào vai trái ngay gần cổ. Ông cố kéo nó ra trong lều của mình nhưng không được; một cuộc giải phẫu, được gọi là "mổ bò" bởi Hoveden, đã lấy được nó ra, "một cách bất cẩn, làm hỏng" cánh tay của nhà vua. Vết thương nhanh chóng bị hoại tử. Vì vậy, Richard yêu cầu đưa tay nỏ đó đến gặp ông; những nhà chép sử ghi nhận tên người đó khác nhau: Pierre (hay Peter) Basile, John Sabroz, Dudo, và Bertrand de Gurdon, người đó (theo vài nguồn, nhưng không phải tất cả) hóa ra là một cậu bé. Cậu bé này nói rằng Richard đã giết chết cha và hai người anh của cậu, và cậu muốn giết Richard để trả thù. Cậu bé chắc rằng mình sẽ bị xử tử; nhưng Richard đã tha thứ cậu bé như là hành động nhân từ cuối cùng, nói rằng: "Sống tiếp đi, và dưới ân huệ của ta hãy tận hưởng ánh nắng ban mai," sau đó ông trả tự do cho cậu cùng với 100 shilling. Richard sau đó thu xếp công việc của mình, truyền lại toàn bộ lãnh thổ cho em trai mình và toàn bộ trang sức cho người cháu Otto.

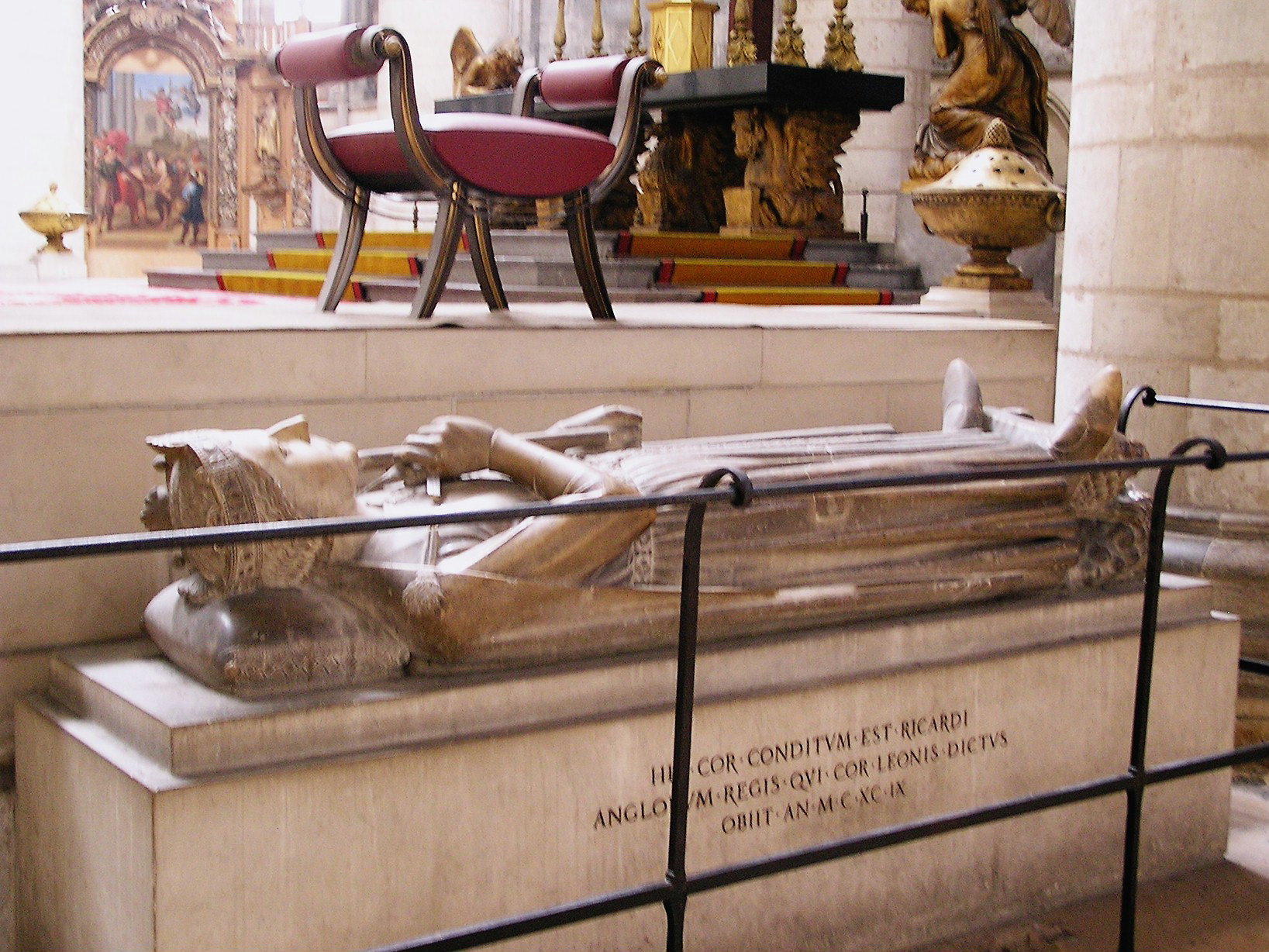
Hầm mộ chứa trái tim của Richard tại Rouen Cathedral

Richard qua đời ngày 6 tháng 4, 1199 trong vòng tay của mẹ mình; sử sách chép lại rằng: "Khi ngày cuối sắp tàn, ông chấm dứt quãng đời trần thế của mình." Do cái chết của mình mà sau này ông được nhắc tới như là "con sư tử bị giết chết bởi con kiến". Theo như một nhà chép sử, hành động thượng võ cuối cùng của Richard đã trở nên vô ích: trong sự điên rồ của thời Trung cổ tàn bạo, tay lính đánh thuê khét tiếng Mercadier đã cho tay nỏ giết chết Richard bị lột da sống và treo cổ ngay khi Richard mất.
Trái tim của ông được chôn tại Rouen thuộc Normandy, nội tạng thì chôn ở Châlus (nơi ông mất), còn xác thì được chôn dưới chân cha ông tại Tu viện Fontevraud thuộc Anjou.
Một giám mục của Rochester vào thế kỉ 13 đã viết rằng Richard dành 33 năm trong Sự hối lỗi vì những tội của mình, cuối cùng được lên Thiên đàng vào tháng 3, 1232.

### Diện mạo
Cuốn ‘’Itinerarium peregrinorum et gesta regis Ricardi’’ bởi Richard de Templo khẳng định rằng "Ông khá cao, dáng người thanh lịch; màu tóc ông là sự pha trộn giữa đỏ và vàng; tay chân ông thẳng và dẻo dai. Ông có đôi tay dài, rất phù hợp để nắm một thanh gươm. Đôi chân dài của ông hợp với toàn bộ dáng người."

## Di sản

Quân phù của Vua Richard I, được dùng vào cuối triều đại của ông, một phiên bản của huy hiệu sư tử được dùng trên khiên của ông nội ông Geoffrey Plantagenet, Công tước xứ Anjou (d.1151), được dùng cố định trong triều đại của ông như là Huy hiệu Hoàng gia Anh: Nền đỏ, ba con sư tử màu vàng nhạt

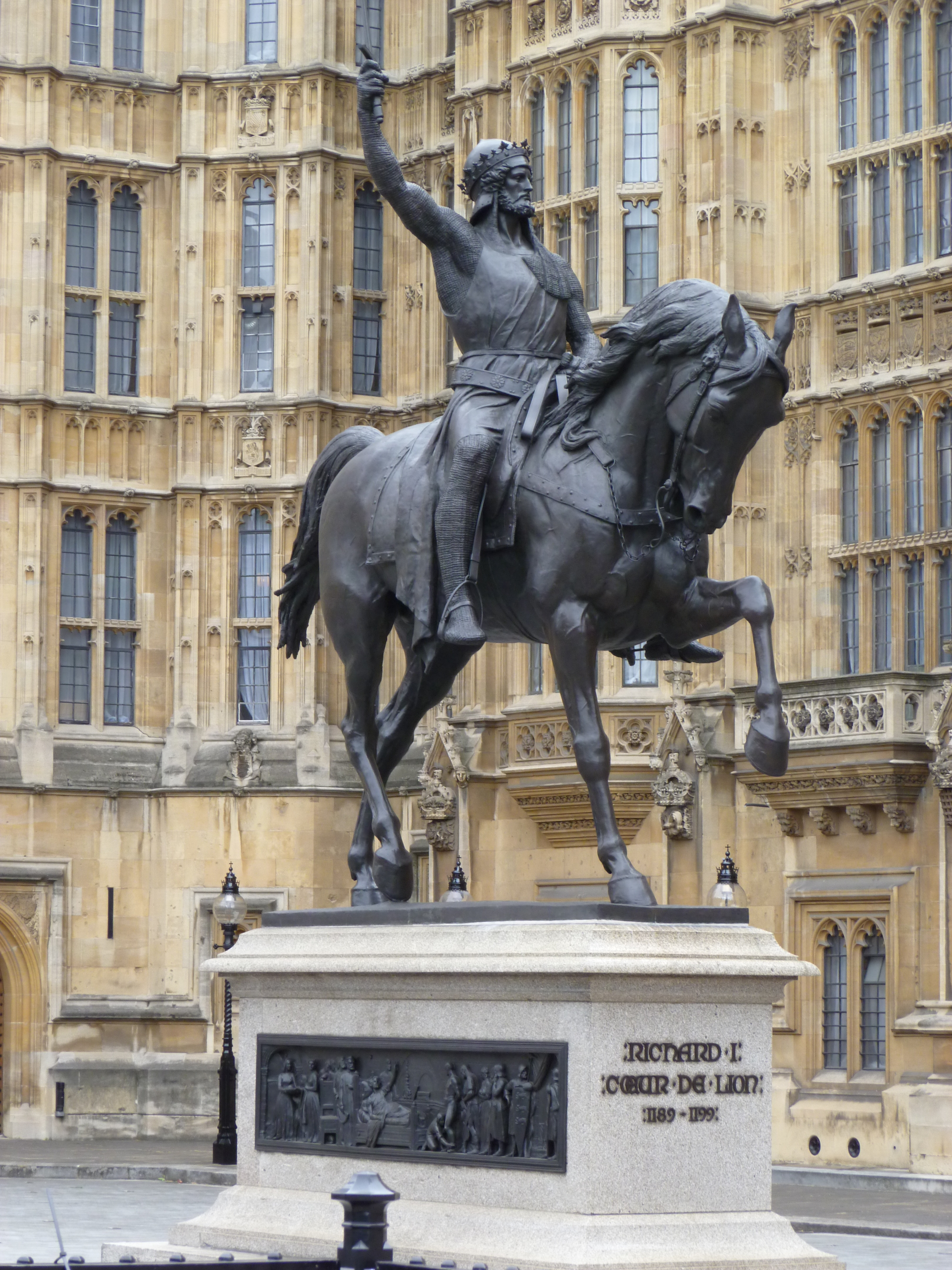
Tượng của Richard I bởi Carlo Marochetti bên ngoài Cung điện Westminster, Lodon

Danh tiếng của Richard qua năm tháng đã "thăng trầm dữ dội", theo như nhà sử học John Gillingham. Hình ảnh của Richard thời bấy giờ là một vị vua vừa là một hiệp sĩ, và hiển nhiên ông là ví dụ điển hình nhất về sự kết hợp đó. Ông được biết đến như một chiến binh can đảm, một nhà lãnh đạo quân sự kiệt xuất: anh dũng và hào hiệp. Danh tiếng đó đã khắc sâu qua thời gian và định hình hình tượng của Richard. Ông đã để lại một ảnh hưởng sâu sắc về hình tượng đó cho đến tận bây giờ, phần nhiều nhờ các chiến công vang dội. Điều này được phản ánh trong nhận định cuối cùng của Steven Runciman về Richard I: "ông là một đứa con bất hiếu, một người chồng tệ bạc và một vị vua tồi, nhưng là một chiến binh xuất sắc và hào hiệp." ("Lịch sử các cuộc Thập tự chinh" Quyển III). Trong khi đó, các nhà văn Hồi giáo trong thời Thập tự chinh và sau này viết về ông: "Chúng ta chưa bao giờ phải đối đầu với một đối thủ táo bạo và quỷ quyệt hơn."
Richard, tuy vậy, cũng nhận được những đánh giá tiêu cực. Trong suốt cuộc đời, ông bị chỉ trích bởi các nhà viết sử vì đã đánh thuế giới tăng lữ nhằm quyên tiền cho cuộc Thập tự chinh và trả tiền chuộc cho ông, trong khi nhà thờ và giới tăng lữ thường được miễn thuế. Nước Anh thời Victoria chia rẽ trong cách nhìn nhận về Richard: "Nhiều người trong số đó ngưỡng mộ ông vì cuộc Thập tự chinh và lòng mộ đạo của ông, dựng nên một tượng đài anh hùng về ông bên ngoài các tòa nhà Nghị viện; Stubbs, mặt khác, lại cho rằng ông là "một người con bất hiếu, một người chồng tồi, một kẻ chuyên quyền độc đoán và một con người xấu xa". Mặc dù sinh ra ở Oxford, ông không biết nói tiếng Anh. Trong triều đại 10 năm của mình, ông ở Anh không quá 6 tháng, và hoàn toàn vắng mặt trong 5 năm cuối cùng.
Richard không sinh ra một người thừa kế hợp pháp và chỉ công nhận duy nhất một người con hoang, Philip xứ Cognac. Vì vậy mà ông được nối ngôi bởi em trai của mình John làm Danh sách quân chủ Anh. Tuy nhiên, lãnh thổ tại Pháp của ông lúc đầu không chấp nhận John làm vua, thay vào đó công nhận cháu ông Arthur xứ Bretagne, con trai của người em trai quá cố của ông Geoffrey, người có quyền thừa kế lớn hơn John theo luật đương thời. Quan trọng hơn, việc thiếu một người thừa kế trực tiếp từ Richard là bước đầu tiên trong sự tan rã của Đế chế Angevin. Trong khi các vị Danh sách quân chủ Anh tiếp tục tuyên bố chủ quyền với các lãnh thổ ở đại lục, họ đã không bao giờ có thể kiểm soát các lãnh địa mà Richard đã thừa hưởng.

### Văn học dân gian thời Trung cổ
Khoảng giữa thế kỷ 13, nhiều truyền thuyết rộ lên rằng: sau khi bị bắt, người hát rong của ông Blondel du ngoạn khắp châu Âu qua hết lâu đài này đến lâu đài khác, hát vang lên một bài hát mà chỉ họ mới biết (họ đã cùng sáng tác nó). Cuối cùng, Blondel đến được nơi mà Richard bị giam giữ, Richard nghe thấy bài hát và trả lời bằng điệp khúc tương ứng, qua đó để lộ ra nơi nhà vua bị giam giữ. Câu chuyện đó là cơ sở cho vở opera của André Ernest Modeste Grétry, Richard Coeur-de-Lion và có vẻ là cảm hứng cho đoạn mở đầu của bộ phim Ivanhoe đạo diễn bởi Richard Thorpe. Câu chuyện dường như không liên quan đến Jean ‘Blondel’ de Nesle, một người hát rong quý tộc. Nó cũng không tương ứng với thực tế lịch sử, bởi vì những người cầm tù nhà vua không che giấu sự thật; mà ngược lại, họ công khai điều đó.
Vào một thời điểm nào đó khoảng thế kỷ 16, câu chuyện về Robin Hood bắt đầu đề cập rằng Robin là người cùng thời và là người ủng hộ Vua Richard Sư Tử Tâm, Robin sau đó bị đặt ngoài vòng pháp luật dưới sự thống trị của người em trai xấu xa của Richard, John, khi Richard ra đi trong cuộc Thập tự chinh. Dù cách nhìn nhận này trở nên phổ biến, chắc chắn một điều rằng nó không được ủng hộ bởi những khúc balat đầu tiên.

### Văn hóa đại chúng hiện đại
Richard xuất hiện với vai chính hoặc phụ trong nhiều tác phẩm giả tưởng, cả trong văn học lẫn phim ảnh. Như đã đề cập ở trên, Richard xuất hiện trong mối liên hệ với Robin Hood trong cuốn tiểu thuyết của Walter Scott: Ivanhoe và trong nhiều tác phẩm khác bắt nguồn từ quyển sách, và trong nhiều bộ phim về Robin Hood. Vở opera Riccardo Primo bởi George Frideric Handel dựa trên cuộc xâm chiếm đảo Cyprus của Richard. Ông là một trong những nhân vật chính trong tiểu thuyết The Talisman của Scott, lấy bối cảnh cuộc Thập tự chinh thứ ba. Ông xuất hiện trong nhiều tiểu thuyết lịch sử giả tưởng về cuộc Thập tự chinh thứ ba, ví dụ như hai cuốn tiểu thuyết The Kings of Vain Intent và The Devil is Loose của Graham Shelby. Ông là một nhân vật trong quyển The Lute Player của Norah Loft (tập trung vào mối quan hệ của ông với Berengaria xứ Navarre). Richard được đóng bởi Henry Wilcoxon trong tuyệt tác năm 1935 của Cecil B. DeMille: "The Crusades". Richard là một nhân vật chính trong quyển The Lion in Winter của James Goldman, trong đó có nhắc về mối quan hệ đồng tính giữa Richard và Philip của Pháp. James Rado thể hiện vai diễn Richard trên sân khấu Broadway năm 1966 dựa theo The Lion in Winter, Anthony Hopkins đóng vai đó trong bộ phim 1968 của Anthony Harvey và Andrew Howard đóng vai đó trong phiên bản làm lại năm 2003 đạo diễn bởi Andrey Konchalovskiy. Thêm nữa, Richard cũng xuất hiện trong trò chơi Assassin’s Creed của Ubisolf.

## Tổ tiên
| \| \| \| \| \| \| \| \| \| \| \| \| \| \| \| \| \| \| \| \| 16. Fulk IV của Anjou \| \| \| \| \| \| \| \| \| \| \| \| \| \| \| \| \| \| \| \| \| \| \| \| \| \| \| \| \| \| \| \| \| \| \| \| \| \| \| \| \| \| \| \| \| \| \| \| \| \| \| \| \| \| 8. Fulk V của Anjou \| \| \| \| \| \| \| \| \| \| \| \| \| \| \| \| \| \| \| \| \| \| \| \| \| \| \| \| \| \| \| \| \| \| \| \| \| \| \| \| \| \| \| \| \| \| \| \| \| \| \| \| \| \| 17. Bertrade de Montfort \| \| \| \| \| \| \| \| \| \| \| \| \| \| \| \| \| \| \| \| \| \| \| \| \| \| \| \| \| \| \| \| \| \| \| \| \| \| \| \| \| \| \| \| \| \| \| \| \| \| \| \| \| \| 4. Geoffrey V của Anjou \| \| \| \| \| \| \| \| \| \| \| \| \| \| \| \| \| \| \| \| \| \| \| \| \| \| \| \| \| \| \| \| \| \| \| \| \| \| \| \| \| \| \| \| \| \| \| \| \| \| \| \| \| \| 18. Elias I của Maine \| \| \| \| \| \| \| \| \| \| \| \| \| \| \| \| \| \| \| \| \| \| \| \| \| \| \| \| \| \| \| \| \| \| \| \| \| \| \| \| \| \| \| \| \| \| \| \| \| \| \| \| \| \| 9. Ermengarde của Maine \| \| \| \| \| \| \| \| \| \| \| \| \| \| \| \| \| \| \| \| \| \| \| \| \| \| \| \| \| \| \| \| \| \| \| \| \| \| \| \| \| \| \| \| \| \| \| \| \| \| \| \| \| \| 19. Matilda của Château-du-Loir \| \| \| \| \| \| \| \| \| \| \| \| \| \| \| \| \| \| \| \| \| \| \| \| \| \| \| \| \| \| \| \| \| \| \| \| \| \| \| \| \| \| \| \| \| \| \| \| \| \| \| \| \| \| 2. Henry II của Anh \| \| \| \| \| \| \| \| \| \| \| \| \| \| \| \| \| \| \| \| \| \| \| \| \| \| \| \| \| \| \| \| \| \| \| \| \| \| \| \| \| \| \| \| \| \| \| \| \| \| \| \| \| \| 20. William I của Anh \| \| \| \| \| \| \| \| \| \| \| \| \| \| \| \| \| \| \| \| \| \| \| \| \| \| \| \| \| \| \| \| \| \| \| \| \| \| \| \| \| \| \| \| \| \| \| \| \| \| \| \| \| \| 10. Henry I của Anh \| \| \| \| \| \| \| \| \| \| \| \| \| \| \| \| \| \| \| \| \| \| \| \| \| \| \| \| \| \| \| \| \| \| \| \| \| \| \| \| \| \| \| \| \| \| \| \| \| \| \| \| \| \| 21. Matilda của Flanders \| \| \| \| \| \| \| \| \| \| \| \| \| \| \| \| \| \| \| \| \| \| \| \| \| \| \| \| \| \| \| \| \| \| \| \| \| \| \| \| \| \| \| \| \| \| \| \| \| \| \| \| \| \| 5. Hoàng hậu Matilda \| \| \| \| \| \| \| \| \| \| \| \| \| \| \| \| \| \| \| \| \| \| \| \| \| \| \| \| \| \| \| \| \| \| \| \| \| \| \| \| \| \| \| \| \| \| \| \| \| \| \| \| \| \| 22. Malcolm III của Scotland \| \| \| \| \| \| \| \| \| \| \| \| \| \| \| \| \| \| \| \| \| \| \| \| \| \| \| \| \| \| \| \| \| \| \| \| \| \| \| \| \| \| \| \| \| \| \| \| \| \| \| \| \| \| 11. Matilda của Scotland \| \| \| \| \| \| \| \| \| \| \| \| \| \| \| \| \| \| \| \| \| \| \| \| \| \| \| \| \| \| \| \| \| \| \| \| \| \| \| \| \| \| \| \| \| \| \| \| \| \| \| \| \| \| 23. Margaret của Scotland \| \| \| \| \| \| \| \| \| \| \| \| \| \| \| \| \| \| \| \| \| \| \| \| \| \| \| \| \| \| \| \| \| \| \| \| \| \| \| \| \| \| \| \| \| \| \| \| \| \| \| \| \| \| 1. Richard I của Anh \| \| \| \| \| \| \| \| \| \| \| \| \| \| \| \| \| \| \| \| \| \| \| \| \| \| \| \| \| \| \| \| \| \| \| \| \| \| \| \| \| \| \| \| \| \| \| \| \| \| \| \| \| \| 24. William VIII của Aquitaine \| \| \| \| \| \| \| \| \| \| \| \| \| \| \| \| \| \| \| \| \| \| \| \| \| \| \| \| \| \| \| \| \| \| \| \| \| \| \| \| \| \| \| \| \| \| \| \| \| \| \| \| \| \| 12. William IX của Aquitaine \| \| \| \| \| \| \| \| \| \| \| \| \| \| \| \| \| \| \| \| \| \| \| \| \| \| \| \| \| \| \| \| \| \| \| \| \| \| \| \| \| \| \| \| \| \| \| \| \| \| \| \| \| \| 25. Hildegarde của Burgundy \| \| \| \| \| \| \| \| \| \| \| \| \| \| \| \| \| \| \| \| \| \| \| \| \| \| \| \| \| \| \| \| \| \| \| \| \| \| \| \| \| \| \| \| \| \| \| \| \| \| \| \| \| \| 6. William X của Aquitaine \| \| \| \| \| \| \| \| \| \| \| \| \| \| \| \| \| \| \| \| \| \| \| \| \| \| \| \| \| \| \| \| \| \| \| \| \| \| \| \| \| \| \| \| \| \| \| \| \| \| \| \| \| \| 26. William IV củaToulouse \| \| \| \| \| \| \| \| \| \| \| \| \| \| \| \| \| \| \| \| \| \| \| \| \| \| \| \| \| \| \| \| \| \| \| \| \| \| \| \| \| \| \| \| \| \| \| \| \| \| \| \| \| \| 13. Philippa của Toulouse \| \| \| \| \| \| \| \| \| \| \| \| \| \| \| \| \| \| \| \| \| \| \| \| \| \| \| \| \| \| \| \| \| \| \| \| \| \| \| \| \| \| \| \| \| \| \| \| \| \| \| \| \| \| 27. Emma của Mortain \| \| \| \| \| \| \| \| \| \| \| \| \| \| \| \| \| \| \| \| \| \| \| \| \| \| \| \| \| \| \| \| \| \| \| \| \| \| \| \| \| \| \| \| \| \| \| \| \| \| \| \| \| \| 3. Aliénor của Aquitaine \| \| \| \| \| \| \| \| \| \| \| \| \| \| \| \| \| \| \| \| \| \| \| \| \| \| \| \| \| \| \| \| \| \| \| \| \| \| \| \| \| \| \| \| \| \| \| \| \| \| \| \| \| \| 28. Boson II của Châtellerault \| \| \| \| \| \| \| \| \| \| \| \| \| \| \| \| \| \| \| \| \| \| \| \| \| \| \| \| \| \| \| \| \| \| \| \| \| \| \| \| \| \| \| \| \| \| \| \| \| \| \| \| \| \| 14. Aimery I của Châttellerault \| \| \| \| \| \| \| \| \| \| \| \| \| \| \| \| \| \| \| \| \| \| \| \| \| \| \| \| \| \| \| \| \| \| \| \| \| \| \| \| \| \| \| \| \| \| \| \| \| \| \| \| \| \| 29. Alienor de Thouars \| \| \| \| \| \| \| \| \| \| \| \| \| \| \| \| \| \| \| \| \| \| \| \| \| \| \| \| \| \| \| \| \| \| \| \| \| \| \| \| \| \| \| \| \| \| \| \| \| \| \| \| \| \| 7. Aenor de Châtellerault \| \| \| \| \| \| \| \| \| \| \| \| \| \| \| \| \| \| \| \| \| \| \| \| \| \| \| \| \| \| \| \| \| \| \| \| \| \| \| \| \| \| \| \| \| \| \| \| \| \| \| \| \| \| 30. Barthelemy de L'Isle Bouchard \| \| \| \| \| \| \| \| \| \| \| \| \| \| \| \| \| \| \| \| \| \| \| \| \| \| \| \| \| \| \| \| \| \| \| \| \| \| \| \| \| \| \| \| \| \| \| \| \| \| \| \| \| \| 15. Dangerose de l'Isle Bouchard \| \| \| \| \| \| \| \| \| \| \| \| \| \| \| \| \| \| \| \| \| \| \| \| \| \| \| \| \| \| \| \| \| \| \| \| \| \| \| \| \| \| \| \| \| \| \| \| \| \| \| \| \| \| 31. Gerberge de Blaison \| \| \| \| \| \| \| \| \| \| \| \| \| \| \| \| \| \| \| \| \| \| \| \| \| \| \| \| \| \| \| \| \| \| \| \| \| \| \| \| \| \| \| \| \| \| \| \| \| \| \| \| |                                   |  |  |  |  |  |  |  |  |  |  |  |  |  |  |  |
| |                                   |  |  |  |  |  |  |  |  |  |  |  |  |  |  |  |
| | 16. Fulk IV của Anjou             |  |  |  |  |  |  |  |  |  |  |  |  |  |  |  |
| |                                   |  |  |  |  |  |  |  |  |  |  |  |  |  |  |  |
| |                                   |  |  |  |  |  |  |  |  |  |  |  |  |  |  |  |
| | 8. Fulk V của Anjou               |  |  |  |  |  |  |  |  |  |  |  |  |  |  |  |
| |                                   |  |  |  |  |  |  |  |  |  |  |  |  |  |  |  |
| |                                   |  |  |  |  |  |  |  |  |  |  |  |  |  |  |  |
| | 17. Bertrade de Montfort          |  |  |  |  |  |  |  |  |  |  |  |  |  |  |  |
| |                                   |  |  |  |  |  |  |  |  |  |  |  |  |  |  |  |
| |                                   |  |  |  |  |  |  |  |  |  |  |  |  |  |  |  |
| | 4. Geoffrey V của Anjou           |  |  |  |  |  |  |  |  |  |  |  |  |  |  |  |
| |                                   |  |  |  |  |  |  |  |  |  |  |  |  |  |  |  |
| |                                   |  |  |  |  |  |  |  |  |  |  |  |  |  |  |  |
| | 18. Elias I của Maine             |  |  |  |  |  |  |  |  |  |  |  |  |  |  |  |
| |                                   |  |  |  |  |  |  |  |  |  |  |  |  |  |  |  |
| |                                   |  |  |  |  |  |  |  |  |  |  |  |  |  |  |  |
| | 9. Ermengarde của Maine           |  |  |  |  |  |  |  |  |  |  |  |  |  |  |  |
| |                                   |  |  |  |  |  |  |  |  |  |  |  |  |  |  |  |
| |                                   |  |  |  |  |  |  |  |  |  |  |  |  |  |  |  |
| | 19. Matilda của Château-du-Loir   |  |  |  |  |  |  |  |  |  |  |  |  |  |  |  |
| |                                   |  |  |  |  |  |  |  |  |  |  |  |  |  |  |  |
| |                                   |  |  |  |  |  |  |  |  |  |  |  |  |  |  |  |
| | 2. Henry II của Anh               |  |  |  |  |  |  |  |  |  |  |  |  |  |  |  |
| |                                   |  |  |  |  |  |  |  |  |  |  |  |  |  |  |  |
| |                                   |  |  |  |  |  |  |  |  |  |  |  |  |  |  |  |
| | 20. William I của Anh             |  |  |  |  |  |  |  |  |  |  |  |  |  |  |  |
| |                                   |  |  |  |  |  |  |  |  |  |  |  |  |  |  |  |
| |                                   |  |  |  |  |  |  |  |  |  |  |  |  |  |  |  |
| | 10. Henry I của Anh               |  |  |  |  |  |  |  |  |  |  |  |  |  |  |  |
| |                                   |  |  |  |  |  |  |  |  |  |  |  |  |  |  |  |
| |                                   |  |  |  |  |  |  |  |  |  |  |  |  |  |  |  |
| | 21. Matilda của Flanders          |  |  |  |  |  |  |  |  |  |  |  |  |  |  |  |
| |                                   |  |  |  |  |  |  |  |  |  |  |  |  |  |  |  |
| |                                   |  |  |  |  |  |  |  |  |  |  |  |  |  |  |  |
| | 5. Hoàng hậu Matilda              |  |  |  |  |  |  |  |  |  |  |  |  |  |  |  |
| |                                   |  |  |  |  |  |  |  |  |  |  |  |  |  |  |  |
| |                                   |  |  |  |  |  |  |  |  |  |  |  |  |  |  |  |
| | 22. Malcolm III của Scotland      |  |  |  |  |  |  |  |  |  |  |  |  |  |  |  |
| |                                   |  |  |  |  |  |  |  |  |  |  |  |  |  |  |  |
| |                                   |  |  |  |  |  |  |  |  |  |  |  |  |  |  |  |
| | 11. Matilda của Scotland          |  |  |  |  |  |  |  |  |  |  |  |  |  |  |  |
| |                                   |  |  |  |  |  |  |  |  |  |  |  |  |  |  |  |
| |                                   |  |  |  |  |  |  |  |  |  |  |  |  |  |  |  |
| | 23. Margaret của Scotland         |  |  |  |  |  |  |  |  |  |  |  |  |  |  |  |
| |                                   |  |  |  |  |  |  |  |  |  |  |  |  |  |  |  |
| |                                   |  |  |  |  |  |  |  |  |  |  |  |  |  |  |  |
| | 1. Richard I của Anh              |  |  |  |  |  |  |  |  |  |  |  |  |  |  |  |
| |                                   |  |  |  |  |  |  |  |  |  |  |  |  |  |  |  |
| |                                   |  |  |  |  |  |  |  |  |  |  |  |  |  |  |  |
| | 24. William VIII của Aquitaine    |  |  |  |  |  |  |  |  |  |  |  |  |  |  |  |
| |                                   |  |  |  |  |  |  |  |  |  |  |  |  |  |  |  |
| |                                   |  |  |  |  |  |  |  |  |  |  |  |  |  |  |  |
| | 12. William IX của Aquitaine      |  |  |  |  |  |  |  |  |  |  |  |  |  |  |  |
| |                                   |  |  |  |  |  |  |  |  |  |  |  |  |  |  |  |
| |                                   |  |  |  |  |  |  |  |  |  |  |  |  |  |  |  |
| | 25. Hildegarde của Burgundy       |  |  |  |  |  |  |  |  |  |  |  |  |  |  |  |
| |                                   |  |  |  |  |  |  |  |  |  |  |  |  |  |  |  |
| |                                   |  |  |  |  |  |  |  |  |  |  |  |  |  |  |  |
| | 6. William X của Aquitaine        |  |  |  |  |  |  |  |  |  |  |  |  |  |  |  |
| |                                   |  |  |  |  |  |  |  |  |  |  |  |  |  |  |  |
| |                                   |  |  |  |  |  |  |  |  |  |  |  |  |  |  |  |
| | 26. William IV củaToulouse        |  |  |  |  |  |  |  |  |  |  |  |  |  |  |  |
| |                                   |  |  |  |  |  |  |  |  |  |  |  |  |  |  |  |
| |                                   |  |  |  |  |  |  |  |  |  |  |  |  |  |  |  |
| | 13. Philippa của Toulouse         |  |  |  |  |  |  |  |  |  |  |  |  |  |  |  |
| |                                   |  |  |  |  |  |  |  |  |  |  |  |  |  |  |  |
| |                                   |  |  |  |  |  |  |  |  |  |  |  |  |  |  |  |
| | 27. Emma của Mortain              |  |  |  |  |  |  |  |  |  |  |  |  |  |  |  |
| |                                   |  |  |  |  |  |  |  |  |  |  |  |  |  |  |  |
| |                                   |  |  |  |  |  |  |  |  |  |  |  |  |  |  |  |
| | 3. Aliénor của Aquitaine          |  |  |  |  |  |  |  |  |  |  |  |  |  |  |  |
| |                                   |  |  |  |  |  |  |  |  |  |  |  |  |  |  |  |
| |                                   |  |  |  |  |  |  |  |  |  |  |  |  |  |  |  |
| | 28. Boson II của Châtellerault    |  |  |  |  |  |  |  |  |  |  |  |  |  |  |  |
| |                                   |  |  |  |  |  |  |  |  |  |  |  |  |  |  |  |
| |                                   |  |  |  |  |  |  |  |  |  |  |  |  |  |  |  |
| | 14. Aimery I của Châttellerault   |  |  |  |  |  |  |  |  |  |  |  |  |  |  |  |
| |                                   |  |  |  |  |  |  |  |  |  |  |  |  |  |  |  |
| |                                   |  |  |  |  |  |  |  |  |  |  |  |  |  |  |  |
| | 29. Alienor de Thouars            |  |  |  |  |  |  |  |  |  |  |  |  |  |  |  |
| |                                   |  |  |  |  |  |  |  |  |  |  |  |  |  |  |  |
| |                                   |  |  |  |  |  |  |  |  |  |  |  |  |  |  |  |
| | 7. Aenor de Châtellerault         |  |  |  |  |  |  |  |  |  |  |  |  |  |  |  |
| |                                   |  |  |  |  |  |  |  |  |  |  |  |  |  |  |  |
| |                                   |  |  |  |  |  |  |  |  |  |  |  |  |  |  |  |
| | 30. Barthelemy de L'Isle Bouchard |  |  |  |  |  |  |  |  |  |  |  |  |  |  |  |
| |                                   |  |  |  |  |  |  |  |  |  |  |  |  |  |  |  |
| |                                   |  |  |  |  |  |  |  |  |  |  |  |  |  |  |  |
| | 15. Dangerose de l'Isle Bouchard  |  |  |  |  |  |  |  |  |  |  |  |  |  |  |  |
| |                                   |  |  |  |  |  |  |  |  |  |  |  |  |  |  |  |
| |                                   |  |  |  |  |  |  |  |  |  |  |  |  |  |  |  |
| | 31. Gerberge de Blaison           |  |  |  |  |  |  |  |  |  |  |  |  |  |  |  |
| |                                   |  |  |  |  |  |  |  |  |  |  |  |  |  |  |  |
| |                                   |  |  |  |  |  |  |  |  |  |  |  |  |  |  |  |